# Boxen

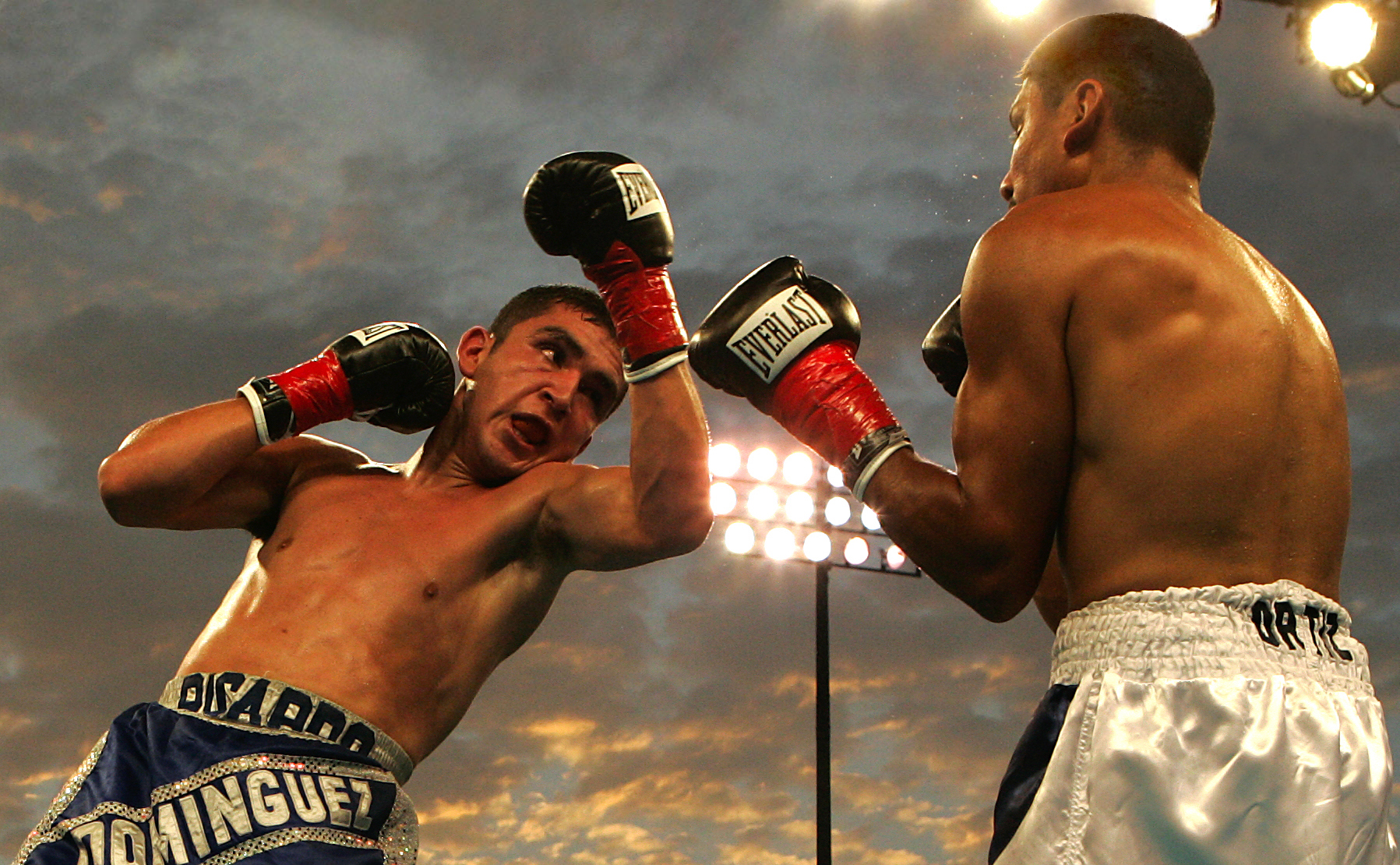
Ricardo „Pelón“ Dominguez (links) gegen Rafael Ortiz, Leichtgewichtskampf, 9. August 2005

Boxen ist eine Kampfsportart, bei der sich zwei Kontrahenten unter festgelegten Regeln nur mit den Fäusten bekämpfen. Ziel ist es, möglichst viele Treffer beim Gegner zu erzielen oder diesen durch einen Knockout außer Gefecht zu setzen. Die Kämpfer sind für gewöhnlich mit gepolsterten Handschuhen ausgestattet und müssen derselben Gewichtsklasse angehören.
Ein Boxkampf wird unter der Aufsicht eines Ringrichters über mehrere, ein bis drei Minuten dauernde Runden ausgetragen. Er ist entschieden, wenn ein Gegner vom Ringrichter als unfähig erachtet wird, den Kampf fortzuführen, eine schwerwiegende Regelverletzung vorliegt, eine Aufgabe signalisiert wird oder der Ablauf der regulären Rundenzahl zu einer Punktentscheidung führt.
Es wird grundsätzlich zwischen Amateur- und Profiboxen unterschieden. Amateurboxen ist bei den Olympischen Spielen und den Commonwealth Games vertreten und besitzt eine eigene Weltmeisterschaft. Profiboxkämpfe werden von kommerziellen Boxverbänden organisiert. Profiboxer dürfen seit 2016 ebenfalls bei den Olympischen Spielen antreten.
Während es Wettkämpfe Mann gegen Mann vermutlich bereits seit Anbeginn der Menschheitsgeschichte gibt, können die Anfänge des Faustkampfes als organisierte Sportart bis zu den Olympischen Spielen der Griechen im Jahr 688 v. Chr. zurückverfolgt werden. Das moderne Boxen entwickelte sich aus regelmäßig veranstalteten Preiskämpfen im England des 17. und 18. Jahrhunderts. Mitte des 19. Jahrhunderts wurden die Basisregeln des modernen Boxsportes, die sogenannten Queensberry-Regeln, festgelegt.

## Wortherkunft
Ab dem 16. Jahrhundert wird das Verb „to box“ im Englischen nach und nach mit der Bedeutung „mit Fäusten schlagen“ und „jemanden schlagen“ verwendet, die weitere Herkunft ist ungeklärt. Ab dem 18. Jahrhundert taucht „boxen“ dann auch im Deutschen auf. Im heutigen Sprachgebrauch gilt „Faustkampf“ als Synonym bzw. als gehoben für „das Boxen, der Boxkampf“.

## Geschichte

### Antiker Faustkampf

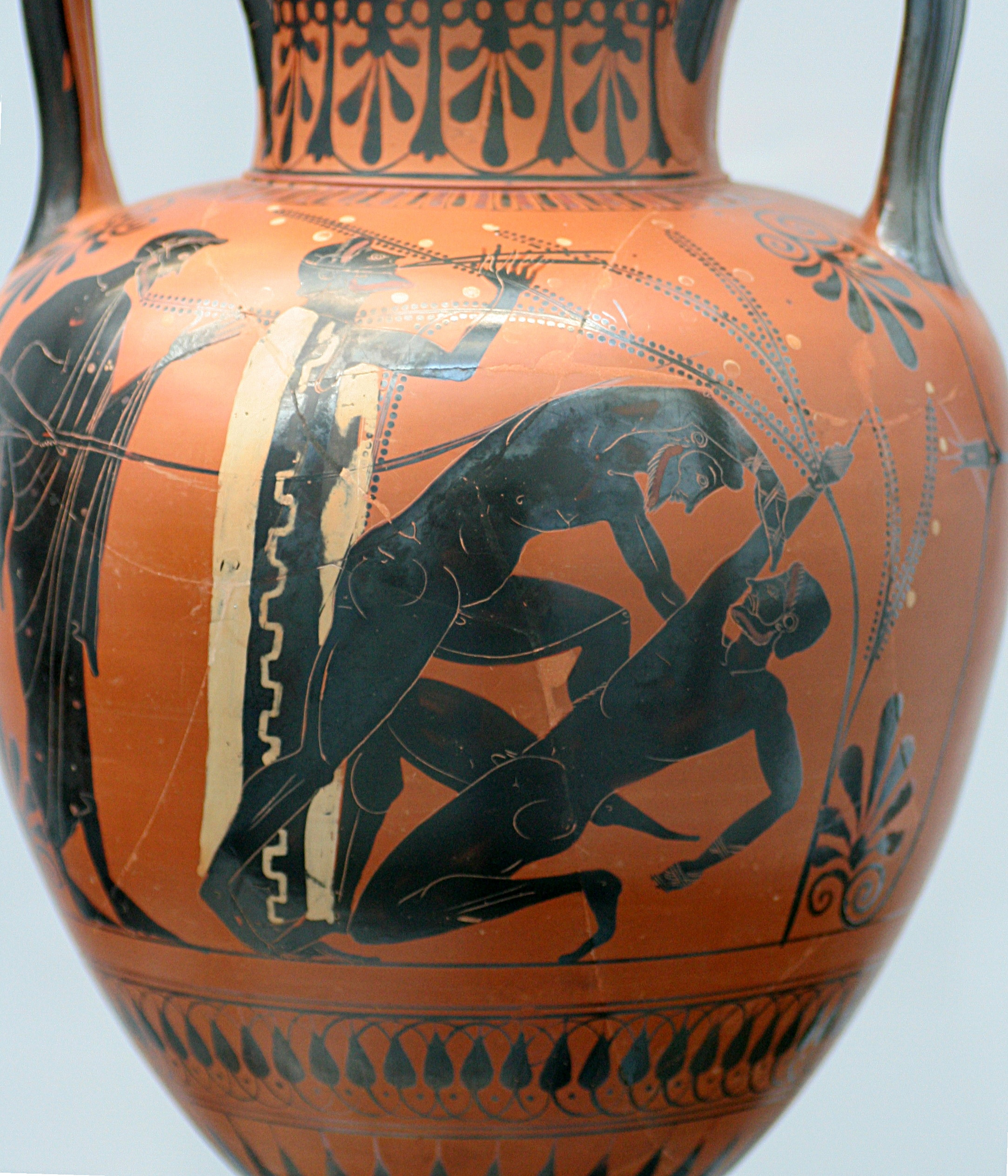
Der rechte Boxer signalisiert Aufgabe durch erhobenen Zeigefinger (ca. 500 v. Chr.)

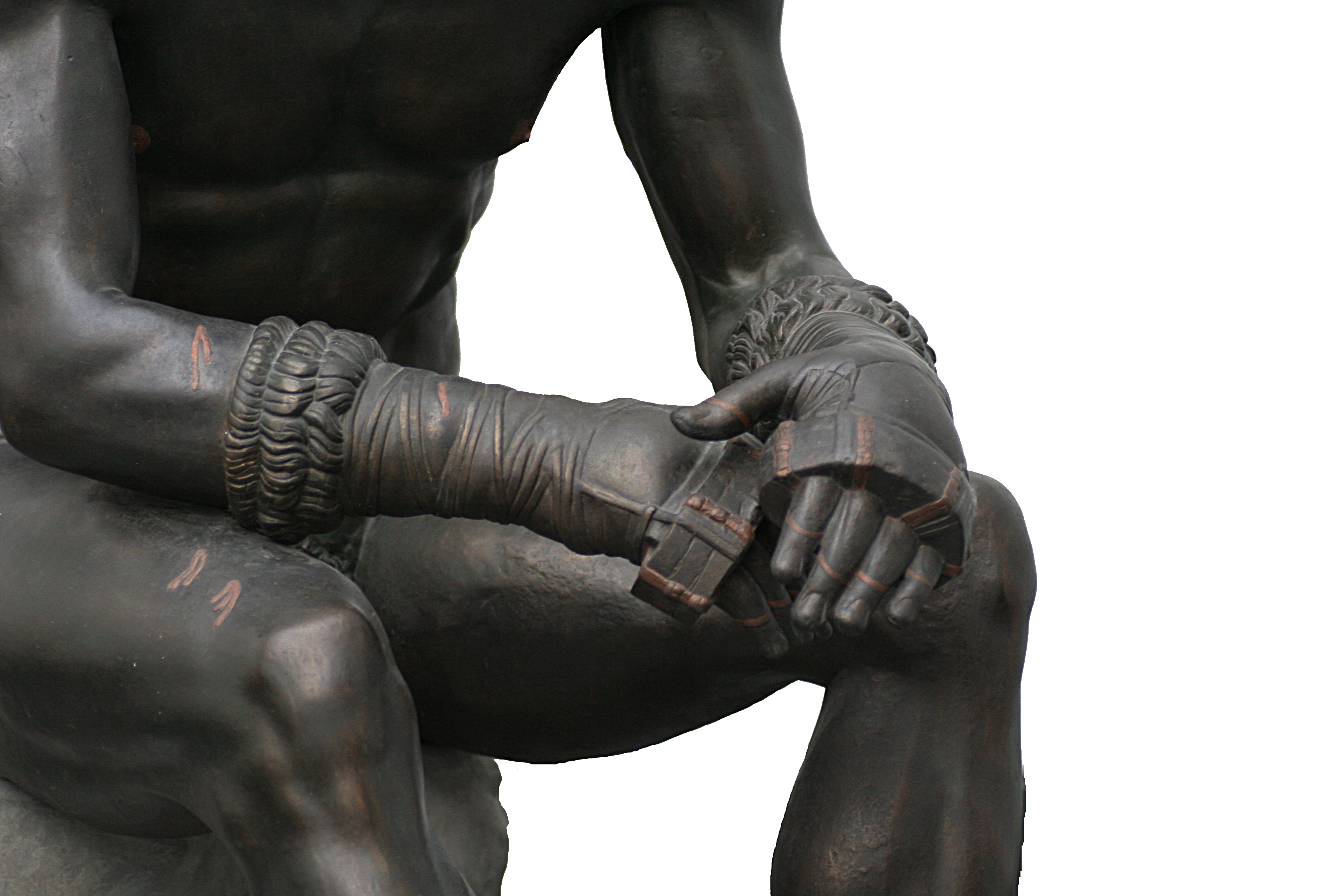
Lederriemen des Faustkämpfers vom Quirinal (Bronzeskulptur, 4. Jahrhundert v. Chr.)

Die ersten nachgewiesenen Faustkämpfe zum Zwecke der Unterhaltung fanden bereits 3000 v. Chr. in Ägypten statt. In den darauffolgenden zwei Jahrtausenden breitete sich die Kampfform im ägäischen Raum aus.
Der Faustkampf wurde erstmals im Jahre 688 v. Chr. in Griechenland bei den 23. Olympischen Spielen der Antike ausgetragen. Im antiken Rom wurde er vor allem bei Gladiatorenkämpfen mit dem Caestus (Lederriemen mit Metalldornen) durchgeführt. Die hellenistische Bronzestatue des Faustkämpfers vom Quirinal ist hierfür ein eindrucksvolles archäologisches Beispiel. Wie alt der Faustkampf tatsächlich ist, lässt sich nicht genau feststellen. Die ältesten Darstellungen ähnlicher Kämpfe reichen bis zu 7000 Jahre zurück. Belege zeigen, dass er auch im alten Indien, China, Korea und Russland sowie unter den Ureinwohnern Amerikas und Afrikas Bestandteil von Kulten und Zeremonien war. Mit Boxen im modernen Sinne hatten diese Kämpfe jedoch nichts zu tun, bspw. gab es so gut wie keine Regeln.

### Von Figg zu Queensberry
Die Ursprünge des modernen Boxens liegen im England des 17. und 18. Jahrhunderts. Im Jahre 1681 organisierte der Herzog von Albemarle den ersten schriftlich belegten Kampf. Seit 1698 wurden im Londoner King’s Theatre regelmäßige Boxveranstaltungen durchgeführt. Dabei wurden die Hände in der Regel nicht bandagiert, sondern die Fingerknöchel lagen frei, was als Bare-knuckle-Boxen bezeichnet wird.
Die ersten (minimalen) Regeln der Neuzeit wurden durch den Fechtmeister James Figg aufgestellt. 1719 gewann Figg das erste offizielle Boxturnier seit der Antike und wurde Meister von England. 1743 wurde das erste größere Regelwerk (Broughton Rules) veröffentlicht, das zuweilen auch schon als erste Fassung der London Prize Ring Rules (im weiteren Sinn) gilt. Man durfte keinen Gegner mehr schlagen, der kampfunfähig am Boden liegt, Tiefschläge waren ebenfalls verboten.
1838 wurden diese Regeln durch die London Prize Ring Rules (im engeren Sinne) abgelöst. Wichtigste Neuerungen: Die Einführung eines Boxrings, den es vorher nicht gab, und das Bandagieren der Hände, um Verletzungen zu vermindern.
Am 17. April 1860 kam es bei Farnborough, Hampshire, zu einem Aufsehen erregenden illegalen Boxkampf zwischen dem 33-jährigen inoffiziellen englischen Schwergewichtsmeister Thomas Sayers (seit 1857, gegen William Perry) und dem sieben Jahre jüngeren, dazu größeren und schwereren Amerikaner John Carmel Heenan, genannt The Benicia Boy. Nach insgesamt 37 Runden in ca. 140 Minuten stürmten Zuschauer den Ring; der Kampf wurde als unentschieden gewertet – beide erhielten einen Gürtel, aber nur Heenan nannte sich Boxweltmeister bzw. englischer Meister im Schwergewicht.
Die Verabschiedung des Anti-prize Fight Act von 1861 im Gefolge des illegalen Meisterschaftskampfes beendete praktisch diese Veranstaltungen, sehr zum Bedauern auch höherer englischer Gesellschaftsschichten.

### 1867–1889 Übergangsphase: Bare-knuckle-Boxen und modernes Boxen existieren nebeneinander
1867, etwa 100 Jahre nach Einführung der ersten Regeln, wurden die London Prize Ring Rules von einem Bekannten des Marquess of Queensberry so verändert, dass daraus die ersten Boxregeln für das Boxen mit Handschuhen, die sog. Queensberry-Regeln, hervorgingen.
Der erste offizielle Boxweltmeister nach den Regeln des Marquess of Queensberry wurde am 7. September 1882 John L. Sullivan. Er kämpfte aber auch noch teilweise bare-knuckle, letztmals 1889 gegen Jack Kilraine.

### Ab 1892 – nur noch Queensberry-Boxen

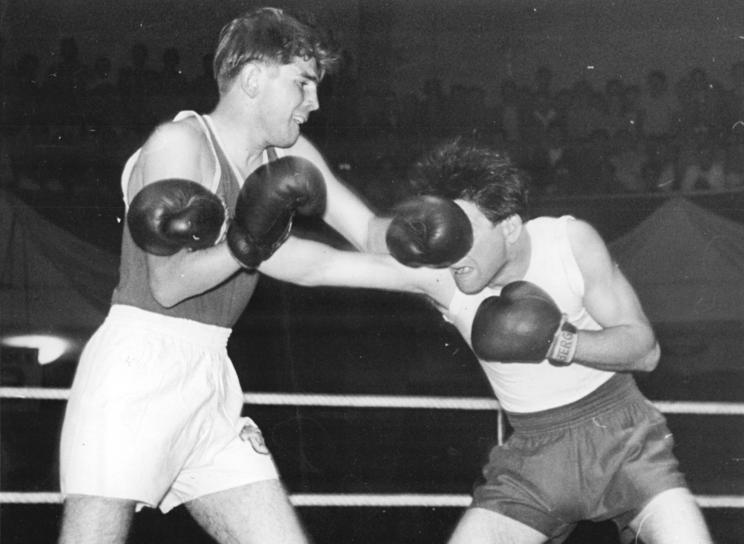
Boxen, 1954

Erst ab Sullivans Nachfolger Jim Corbett 1892 boxte man nur noch nach Queensberry-Art. Am 6. April 1893 fand der längste Boxkampf der Geschichte statt. Andy Bowen und Jack Burke kämpften über 110 Runden (sieben Stunden). Der Kampf endete unentschieden.
Zu der Zeit gab es aber einige wichtige Regeln noch nicht. Unter anderem wurde erst ab den 1920er Jahren der Boxer, der einen Niederschlag erzielt hat, in die neutrale Ecke geschickt; vorher konnte er den aufstehenden Boxer sofort wieder zu Boden schlagen. Erst nach dem Zweiten Weltkrieg setzte sich die Idee durch, dass ein zu Boden geschlagener Boxer immer bis acht angezählt wird (Mandatory-Eight-Count), vorher wurde der Kampf wieder aufgenommen, wenn der Boxer wieder aufgestanden ist. Heutzutage wird auch mit anderen Handschuhen (acht oder zehn Unzen) geboxt als Ende des 19. Jahrhunderts (vier bis sechs Unzen). Solche Regeländerungen werden aber nicht als neues Regelwerk aufgefasst. Daher sagt man, dass noch immer nach den Queensberry-Regeln gekämpft wird, selbst wenn der Kampfablauf heute ein anderer ist.
Bei den Olympischen Spielen 1904 in St. Louis feierte der Boxsport seine Premiere als olympische Sportart. 1906 wurde in Köln der SC Colonia 06 gegründet und ist damit der älteste aktive Amateur-Boxclub Deutschlands. Am 5. Dezember 1920 schlossen sich in Berlin unter dem Namen „Deutscher Reichsverband für Amateurboxen“ die deutschen Amateurboxer zusammen. Am 6. Dezember 1920 wurden die ersten Deutschen Meisterschaften durchgeführt. Die Sieger wurden ab diesem Zeitpunkt in einer Bestenliste registriert.

## Boxsportarten
- Englisches Boxen (heutiger, bekanntester Boxsport)
- Kickboxen
- Thaiboxen (Muay Thai; bekannt aus dem asiatischen Raum)
- Französisches Boxen (Savate)
- San Shou (Chinesisches Kickboxen)

## Regeln

### Grundregeln
Bei einem Boxkampf sind nur Schläge erlaubt, die mit der geschlossenen Faust ausgeführt werden. Jegliche Benutzung eines anderen Körperteils (beispielsweise des Fußes, der Innenhand etc.) wird nicht als Zähler anerkannt und muss vom Ringrichter als Foul gewertet werden und zur Ermahnung, zu Punktabzügen oder im schlimmsten Fall zur Disqualifikation führen. Ein regulärer Schlag ist dann ausgeführt, wenn der Treffer auf der Vorderseite des Kopfes, des Halses, des gesamten Korpus bis zur imaginären Gürtellinie am Bauchnabel oder auf den Armen landet. Schläge unter die Gürtellinie sind verboten, sie gelten als Foul und führen zum Punktabzug. Außerdem werden Treffer auf die Arme oder auf den Handschuh von den Punktrichtern nicht als Zähler gewertet, da ein derartiger Schlag als blockiert gilt. Häufig sieht man, dass sich Boxer ineinander verklammern. Dies kann verschiedene Gründe haben. Zum Beispiel muss ein Boxer, der sich in einer für ihn ungünstigen Entfernung zum Gegner befindet, klammern, damit der Ringrichter die Kontrahenten trennt und sie auffordert, einen Schritt zurückzutreten, so dass wieder Distanz geschaffen wird. Meistens jedoch verschaffen sich erschöpfte oder angeschlagene Boxer auf diese Weise eine Pause. Klammern stellt einen Regelverstoß dar, der aber aufgrund der Häufigkeit von den Ringrichtern manchmal geduldet wird. Allerdings muss ein Ringrichter, um einen flüssigen Kampfablauf zu gewährleisten, ab einem gewissen Grad Verwarnungen und damit Punktabzüge aussprechen.

### Boxring
Der Boxring ist quadratisch und hat eine Kantenlänge von 16 bis 24 Fuß (488 bis 732 cm). Die Kantenlänge eines Standard-Boxrings beträgt 20 Fuß (610 cm). Der Kampfbereich wird von drei oder vier Seilen umspannt, die jeweils drei bis fünf Zentimeter stark sind und in den Höhen 40 – 80 – 130 Zentimeter (bei drei Seilen) oder 40 – 75 – 105 – 135 Zentimeter (bei vier Seilen) hängen. Der Bodenbereich außerhalb der Seile muss mindestens 50 Zentimeter breit sein. Der Ringboden ist elastisch und mit einer Zeltplane bespannt. In den Ringecken befinden sich Eckpolster, von denen eines rot, eines blau und zwei weiß sind. Das Wort „Ring“ in Boxring kommt von dem Ring/Kreis, den die Schaulustigen um die Kämpfer bilden, und existiert in dieser Bedeutung im Englischen seit dem 14. Jahrhundert.

### Amateurboxen

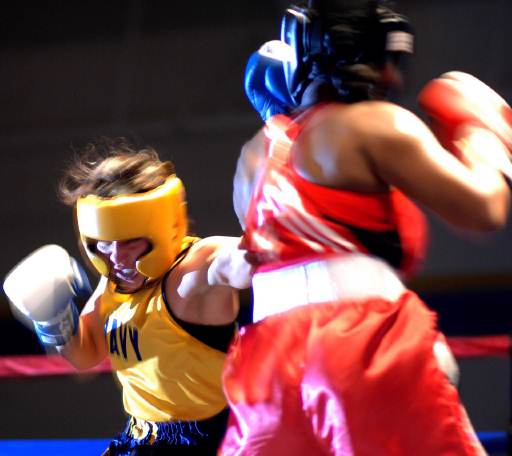
US-Amateurboxer in Kalifornien, 2006

Es gibt grundlegende Unterschiede zwischen Amateur- und Profiboxsport. Die Regeln für den Amateurboxsport werden von der IBA, dem Weltverband des Amateurboxsports festgelegt, der jedoch vom IOC für olympische Boxwettkämpfe 2019 bereits vorläufig und im Juni 2023 vollständig suspendiert wurde. Diese Regeln sind zugleich die Grundlage für das Boxen als olympische Disziplin. Amateur- und Profiboxsport haben unterschiedliche Regeln und sind von Technik, Ausführung und Taktik her nur begrenzt vergleichbar. Darüber hinaus gibt es im Profibereich kleinere Unterschiede zwischen den einzelnen Verbänden.
Ein Kampf wird normalerweise in drei Runden von je drei Minuten Länge ausgetragen, zwischen den Runden jeweils eine Minute Pause. Es entscheidet die Anzahl der Treffer. Ein Treffer wird anerkannt, wenn mindestens drei der fünf Punktrichter einen Schlag innerhalb einer Sekunde als Treffer anerkennen. Dies geschieht durch Eingabe in einen Computer. Dieser wertet die Eingaben aus und zeigt die Treffer an. Dieses System soll die Urteile nachvollziehbarer machen und Manipulationen einschränken. Das Tragen eines Mundschutzes, Tiefschutzes (Männer), Brustschutzes (Frauen), Kopfschutzes (Frauen und Minderjährige, bis 2013 auch Männer) und eines ärmellosen Oberteils ist bei Amateurboxkämpfen Pflicht. Das Oberteil muss sich von der Hose farblich deutlich unterscheiden, damit die Gürtellinie klar erkennbar ist. Bei Boxhandschuhen im Amateursport ist die erlaubte Trefferfläche weiß markiert, um dem Kampfgericht das Erkennen regelwidriger Treffer zu erleichtern.

#### Altersklassen
Neben der Einteilung in Gewichtsklassen werden die Athleten im Amateurboxen nach dem Alter unterschieden (dies ist eine Grobeinteilung, es wird nach Stichtagen und Jahren in die Klassen eingeteilt):
- Schüler männlich/weiblich 10 bis 12 Jahre
- Kadetten männlich/weiblich 13 und 14 Jahre
- Junioren männlich/weiblich 15 und 16 Jahre
- Jugend männlich/weiblich 17 und 18 Jahre
- Elite männlich/weiblich 19 bis 40 Jahre

Der Altersunterschied bei Vergleichskämpfen darf höchstens zwei Jahre betragen.
Das Höchstalter, um an Olympischen Spielen sowie Welt- und Kontinentalmeisterschaften teilnehmen zu können, ist 34 Jahre. National beträgt die Altersgrenze 40 Jahre.

#### Kampfentscheidung
Entscheidungen beim Amateurboxen können auf neun verschiedenen Arten herbeigeführt werden.
| Wertung       | Erklärung                                                                 |
| ------------- | ------------------------------------------------------------------------- |
| K. o.         | Sieg durch Niederschlag                                                   |
| TKO-A         | Sieg durch Aufgabe des Kampfes                                            |
| TKO           | Sieg durch Abbruch des Kampfes wegen Kampf- oder Verteidigungsunfähigkeit |
| TKO-I         | Sieg durch Verletzung des Boxers                                          |
| n. P.         | Sieg durch Punktewertung                                                  |
| Unentschieden | Gleiche Punktzahl für beide Boxer                                         |
| Disq.         | Sieg durch Disqualifikation des Gegners                                   |
| WO            | Sieg durch Nichtantreten des Gegners                                      |
| NC            | Abbruch ohne Entscheidung                                                 |

### Profiboxen
Im Profiboxen kann die Zahl der Runden (à drei Minuten) frei festgelegt werden, bewegt sich aber üblicherweise zwischen vier und zwölf. Drei Kampfrichter bewerten unabhängig voneinander nach jeder einzelnen Runde, welcher Boxer in der Runde stärker gekämpft hat. Es ist auch möglich, dass nur der Ringrichter den Kampf bewertet, z. B. wenn einer von den zwei Boxern K. o. geschlagen wurde. Geht der Kampf über die volle Rundenzahl, wird durch Addition der Rundenwertungen und der Hilfspunkte der Sieger bestimmt. Punktabzüge sind infolge von Tiefschlägen und Verwarnungen möglich.

#### Punkturteil
- Ten-Point-Must-System

Das „Ten-Point-Must-System“ ist die heute übliche Art der Notation einer Punktentscheidung im Profiboxen. Dabei bekommt der Sieger der Runde zehn Punkte, der Verlierer in der Regel neun, bei einem erlittenen Niederschlag in aller Regel acht, bei zwei erlittenen Niederschlägen sieben. Falls eine Runde unentschieden gewertet wird, erhalten beide Boxer zehn Punkte. Verwarnungen werden erst nach Ende des Kampfes vom Punktekonto abgezogen.
Gewinnt beispielsweise ein Boxer bei einem Zehnrunder alle Runden und gibt es keinen Niederschlag und keine Verwarnung, lautet das Urteil 100-90.
- Wofür bekommt ein Boxer eine Runde?

Der Wertungsrichter Tom Kaczmarek erläutert im „International Boxing Digest“ vom Januar 1999 das Bewerten und verweist auf die Faktoren:
1. Klare Treffer – bei weitem der wichtigste Maßstab. Das Problem hierbei ist, dass es nicht nur um die Anzahl der Treffer geht, sondern auch um die Qualität: hinterlässt ein Treffer eindeutig Schlagwirkung, bringt dies dem schlagenden Boxer fast immer die Runde.
2. Effektive Aggressivität – dazu gehört auch Aktivität. Wenn beide Boxer keine klaren Treffer landen, gewinnt der aktivere Boxer die Runde.
3. Ring Generalship – schwer übersetzbarer amerikanischer Ausdruck, „Überlegenheit im Ring/Ringbeherrschung“ (boxerische Fähigkeiten, Cleverness, Ringstrategie)
4. Verteidigung

- Extrapunkte

Extrapunkte (bzw. strenggenommen Punktabzüge des Gegners nach Ten-Point-Must-System, s. o.) gibt es
1. bei fast allen Niederschlägen: Erkennt der Ringrichter auf regulären Niederschlag und zählt den betreffenden Boxer an, erhält der schlagende Boxer einen Extrapunkt (10 zu 9 ohne Rundenwertung). Sollte er auch die Runde gewinnen, was meistens der Fall ist, wird diese 10:8 für ihn gewertet. Ein Punkt für den Niederschlag, ein Punkt für den Rundengewinn. Gewinnt der niedergeschlagene Boxer die Runde klar, so wertet man 9:9. Der eine bekommt den Punkt abgezogen weil er niedergeschlagen wurde, der andere weil er die Runde verlor. Weitere Niederschläge sorgen für weitere Punkte. Für den Fall, dass ein Boxer zwei Niederschläge realisiert und die Runde gewinnt, käme eine 10:7 Wertung raus.
2. Verwarnungen: Begeht ein Boxer wiederholt ein kleineres Foul (Tiefschlag, Klammern, unerlaubter Kopfeinsatz) oder ein schwereres Foul, das aber noch nicht zur sofortigen Disqualifikation führt (Ermessen des Ringrichters), können ihm ein oder zwei Punkte abgezogen werden. Dies entscheidet der Ringrichter, der das eindeutig den Punktrichtern anzeigen muss.

- Varianten der Punktwertung

| Wertung                               | Erklärung |
| ------------------------------------- | --- |
| Unanimous Decision (UD)               | Einstimmige Entscheidung: Ein Boxer wird von allen drei Wertungsrichtern nach Addition der Punktzahlen vorne gesehen. |
| Split Decision (SD)                   | Geteilte Entscheidung: Ein Boxer wird von zwei Wertungsrichtern nach Addition der Punktzahlen vorne gesehen, sein Gegner hat jedoch vom dritten Juror die Mehrzahl der Punkte erhalten. |
| Majority Decision (MD)                | Mehrheitsentscheidung: Ein Boxer wird von zwei Wertungsrichtern nach Addition der Punktzahlen vorne gesehen, der dritte Punktrichter wertet den Kampf unentschieden. |
| Draw (D) / Split Draw / Majority Draw | Unentschieden: Mindestens zwei Punktrichter haben für beide Boxer die jeweils gleiche Punktzahl notiert. Es ist auch ein Unentschieden, falls nur ein Punktrichter unentschieden gewertet hat und gleichzeitig die beiden anderen Richter den jeweils anderen Boxer als Sieger gesehen haben (Split Draw). Wenn zwei Punktrichter für unentschieden stimmen, der dritte Punktrichter allerdings zugunsten eines Boxers entscheidet, nennt es sich Majority Draw. |
Konsequenz dieser Regelungen zur Punktvergabe ist, dass die dritte Wertung irrelevant wird, falls zwei Punktrichter mit dem gleichen Ergebnis werten.

#### Kampfabbruch

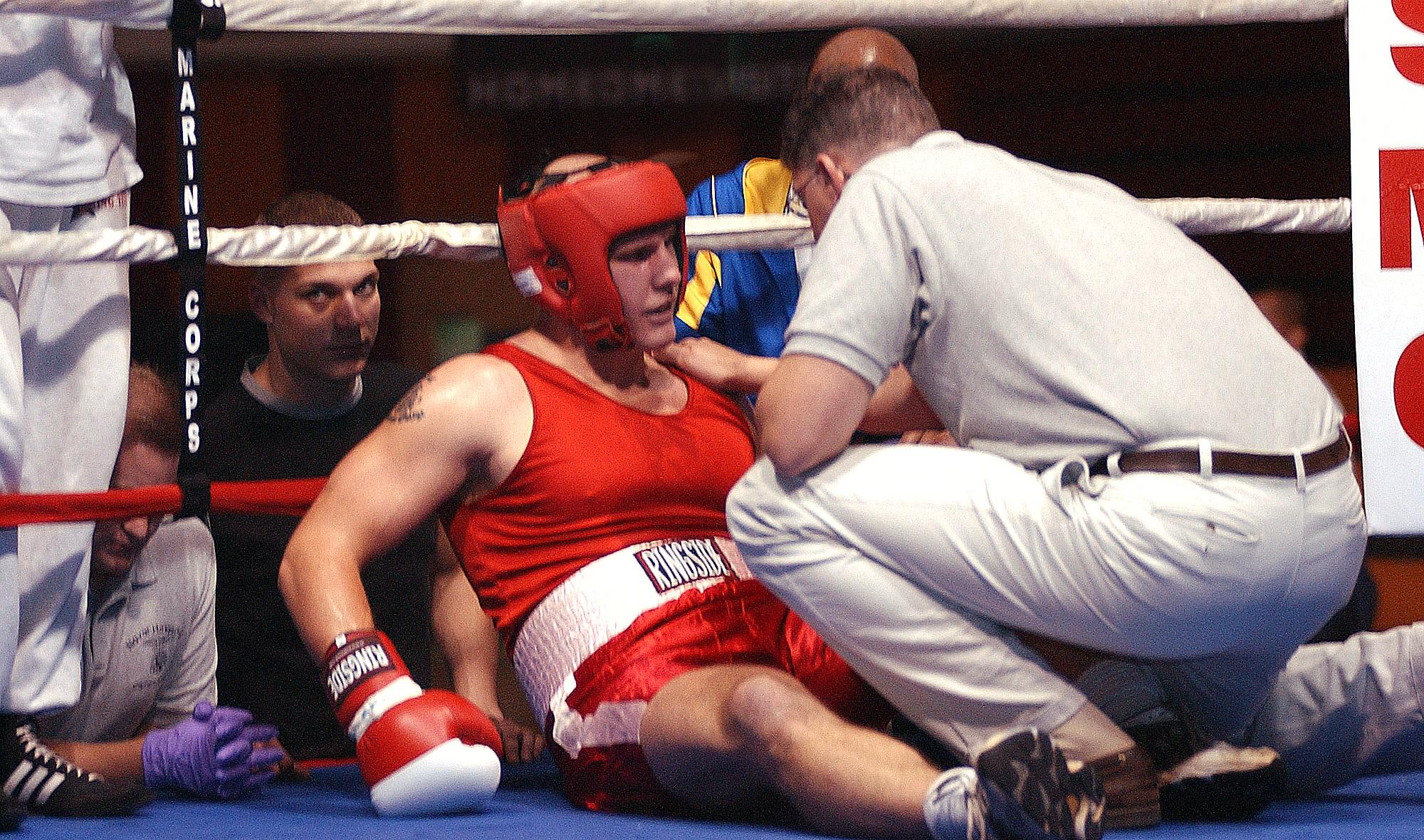
Knockout und Abbruch des Kampfes

Wenn einer der beiden Boxer nach einem Niederschlag in einem vorbestimmten Zeitraum (10 Sekunden) nicht aufzustehen vermag, ist der Kampf durch Knockout (K. o.) entschieden. Ein K. o. ist nicht nur nach einem starken Kopftreffer, sondern auch bei einem starken Lebertreffer möglich. Wenn der Kampf abgebrochen wird oder einer der Kampfteilnehmer aufgibt, ist der Kampf durch technischen Knockout (TKO) entschieden. Eine Disqualifikation (s. u.) gilt nicht als TKO. Wird der Kampf nicht vorzeitig entschieden, wird nach Ende des Kampfes die Punktwertung der drei Punktrichter ausgewertet.
Disqualifiziert wird bei
1. als „absichtlich“ angesehenem Kopfstoß,
2. grober Unsportlichkeit, zum Beispiel Beißen, Treten, Schubsen, dauerhaftes Klammern, Umwerfen des Gegners, Herunterdrücken des Gegners, Aufstützen auf den Gegner, Schlagen mit dem Ellenbogen, Drücken mit dem Ellenbogen, Schlagen auf den Hinterkopf, Schlagen auf das Genick, Einklemmen des gegnerischen Armes, Festhalten des gegnerischen Kopfes, Schlagen und den Gegner dabei in den Schlag hineinreißen, vollständig passiver Kampfhaltung z. B. mit Doppeldeckung, Schleudern des Gegners in der Umklammerung,
3. Nachschlagen, das als eindeutig absichtlich eingeschätzt wird und Schlagwirkung hinterlässt,
4. wiederholten Tiefschlägen. Bei erstmaligem Tiefschlag wurde nur vor Anwendung des Tiefschutzes disqualifiziert,
5. wiederholtem Ausspucken des Mundschutzes,
6. Betreten des Rings durch einen Sekundanten vor Rundenende, auch versehentlich.

#### Regelunterschiede im Profiboxen
Die Regeln sind international nahezu identisch, nur in Kleinigkeiten wird unterschieden.
1. So gibt es in den USA nicht überall das Anzählen im Stehen (Standing Eight Count), das in Europa üblich ist.
2. Es gibt in der Regel in Titelkämpfen keine „Three Knockdown Rule“, nach der ein Boxer, der während einer Runde dreimal am Boden ist, automatisch durch K. o. verloren hat.

Andere strittige Punkte:
1. Kann nur der Ringrichter den Kampf stoppen oder auch der Ringarzt?
2. Kann ein Rundengong das Anzählen eines Boxers verhindern?
3. Wird bei einer nicht durch einen Schlag entstandenen Verletzung in den ersten vier Runden der Kampf als „Technisches Unentschieden“, gar nicht gewertet oder werden die Punktzettel ausgezählt?

#### Notation von Profibilanzen
Bei den Profis werden Bilanzen (Kampfrekord ist eine Fehlübersetzung des englischen Ausdrucks fight record) mit Siege-Niederlagen-Unentschieden verbucht: 13–4–2(11KO) bedeutet 13 Siege, davon 11 vorzeitige, 4 Niederlagen, 2 Unentschieden.
Endet ein Kampf ohne Wertung („No Contest“), zum Beispiel nach positiven Dopingproben, wird dies extra erwähnt, also 13-4-2-1(11KO). In Klammern stehen dahinter die Siege durch Knockout im weitesten Sinn. In englischsprachigen Übertragungen werden die K.-o.-Siege oft mit dem Verweis „Inside“ kenntlich gemacht; K.-o.-Niederlagen werden nicht extra in der Bilanz aufgelistet.

## Kampfstile

### Defensiv
Lässt der Boxer den Gegner kommen, nennt man diese Vorgehensweise kontern. Ein Boxer, der in der Regel so kämpft, ist ein so genannter Konterboxer.
Dabei wird unterschieden:
a) Stick-and-Move: Der Konterboxer weicht vor dem angreifenden Boxer eher tänzelnd zurück (wie Gene Tunney, Billy Conn, Muhammad Ali, Larry Holmes, Virgil Hill) oder eher flach auf dem Boden stehend (wie Henry Maske), was den Schlägen etwas mehr Kraft verleiht. Dabei ist die steif geschlagene Führhand der entscheidende Schlag, mit ihr wird der Gegner hauptsächlich auf Distanz gehalten. Wird die Schlaghand als Gerade nachgezogen, nennt man das Eins-Zwei-Kombination. Im englischen Sprachraum nennt man solche Kämpfer missverständlicherweise oft einfach „Boxer“, im deutschen Sprachraum ebenfalls missverständlich „Stilist“ oder „Techniker“, ganz so als ob Angriffsboxen keine Technik erforderte. Die Entfernung zum Gegner etwa auf Führhandlänge (ausgestreckter vorderer Arm), außerhalb der Hakenreichweite, nennt man „Distanz“.
b) Kontern aus reiner Oberkörperbewegung (Rollen – den Oberkörper nach hinten und zur Seite bewegen; Abducken – den Oberkörper nach vorn absenken) ohne zurückzugehen; in den USA nennt man solche Kampfweise To give angles („Winkel geben“): Der Boxer bleibt vor dem Gegner stehen und bewegt nur den Oberkörper. Das ergibt ein ganz anderes Kampfbild als Stick and move und hat für den konternden Boxer den großen Vorteil, dass er aus der Halbdistanz schlagen kann.
Dies ist besonders die Kampfweise von James Toney, früher auch Ezzard Charles und Michael Spinks, in Europa hat der englische Trainer Brandon Ingle ein besonderes Faible dafür, so dass Herol Graham, Johnny Nelson und vom Versuch her zumindest auch Naseem Hamed so boxten. Hameds Versuch, die Hände an den Hüften zu lassen, ist nicht schulmäßig und macht ihn anfällig für die Schlaghand des Gegners.
c) In-and-Out (deutsch „Rein-und-Raus“). In Deutschland vor allem von Sven Ottke bekannt, aber auch der reifere Evander Holyfield, vor allem im zweiten Kampf gegen Bowe und im ersten Duell gegen Tyson, sowie Roy Jones Jr. kämpften so. Der Boxer vertraut auf bewegliche Beine, schlägt selten mit der Führhand, sondern wartet auf eine Gelegenheit zum Gegenangriff, bei dem überfallartig in der Halbdistanz eine Kombination angesetzt wird, bevor er wieder in die Langdistanz zurückweicht. Der Stil ist in der Regel am geeignetsten, wenn der Gegner sowohl größer als auch physisch stärker ist.

### Angriffsboxen
Wenn ein Boxer angreift, hat das unterschiedliche Gründe. In der Regel muss der kleinere Mann den Kampf gestalten, Ausnahmen sind die oben angesprochenen „Rein-und-Raus“-Boxer: Ein kleinerer Mann kann aber mangels Reichweite mit der Führhand nur selten einen größeren Gegner auf Distanz halten. Werden die eigenen körperlichen Möglichkeiten (Schlagkraft, Nehmerfähigkeiten etc.) im Vergleich zum Gegner überlegen eingeschätzt, bietet sich ein offener Schlagabtausch mit Siegchancen an. Angriffsboxer sind somit oft gute Nehmer (Rocky Marciano, Joe Frazier, Mike Tyson, Roberto Durán, Marvin Hagler, Jake LaMotta, Julio César Chávez, Emile Griffith, Harry Greb oder Mickey Walker). Ist dies nicht der Fall, werden sie vielleicht gelegentlich einen großen Kampf gewinnen (z. B. Clifford Etiennes Sieg gegen Lamon Brewster), aber gegen gute Gegner meist durch K. o. verlieren, denn ein schwaches Kinn verlangt eine Defensivstrategie.
Wenn ein Boxer ungewöhnlich viel schlägt, nennt man das Pressure-Fighter (wörtlich „Druckkämpfer“), das sind oder waren zum Beispiel Henry Armstrong, Harry Greb, Tony Canzoneri, Mickey Walker, Jake LaMotta, Marcel Cerdan, Emile Griffith, Roberto Durán, Julio César Chávez, Joe Frazier, Leon Spinks, am Anfang seiner Karriere auch Evander Holyfield und heute vor allem Ricky Hatton.
One-Punch-Knockouter, die offensiv boxen, werden in der Regel nicht als Pressure-Fighter bezeichnet, sondern einfach nur als Puncher (Jack Dempsey, Rocky Marciano, Sonny Liston, (vor allem der späte) Mike Tyson, George Foreman etc.), ihr Stil ist aber fast identisch.
Im Vergleich zu reinen (offensiven) „Punchern“ haben „Pressure-Fighter“ den Vorteil, Konterboxer über die zahlreicheren Treffer auspunkten zu können, während Punchern dies in der Regel höchstens über das gesamte Kampfbild (Vorwärtsgang, Aggressivität, Schlagwirkung etc.) gelingt. So gewann Frazier gegen Ali nach Punkten, während bessere „Puncher“ wie George Foreman auf den K. o. angewiesen waren.
Wie Joe Louis und Dariusz Michalczewski zeigten, kann auch die Führhand eine effektive Offensivwaffe sein; mit der Führhand (und Pendelbewegung) in den Gegner zu gehen, ist aber eher unüblich, klassisches Angriffsboxen baut auf Oberkörperbewegung (Pendeln, Abducken) wie bei Frazier, Tyson und Durán auf, diese „überspringen“ die Führhand einfach und gehen gleich mit Abducken in die Halbdistanz.
Offensive Kämpfer, die in der Halbdistanz den Schlagabtausch suchen, werden im englischen Sprachraum vor allem in den unteren Gewichtsklassen oft auch einfach nur „Fighter“ genannt, im Gegensatz zum konternden „Boxer“. Der Begriff wird nahezu synonym mit „Pressure-Fighter“ verwendet, letzteres betont mehr die besonders hohe Zahl von Schlägen.

### Schläge

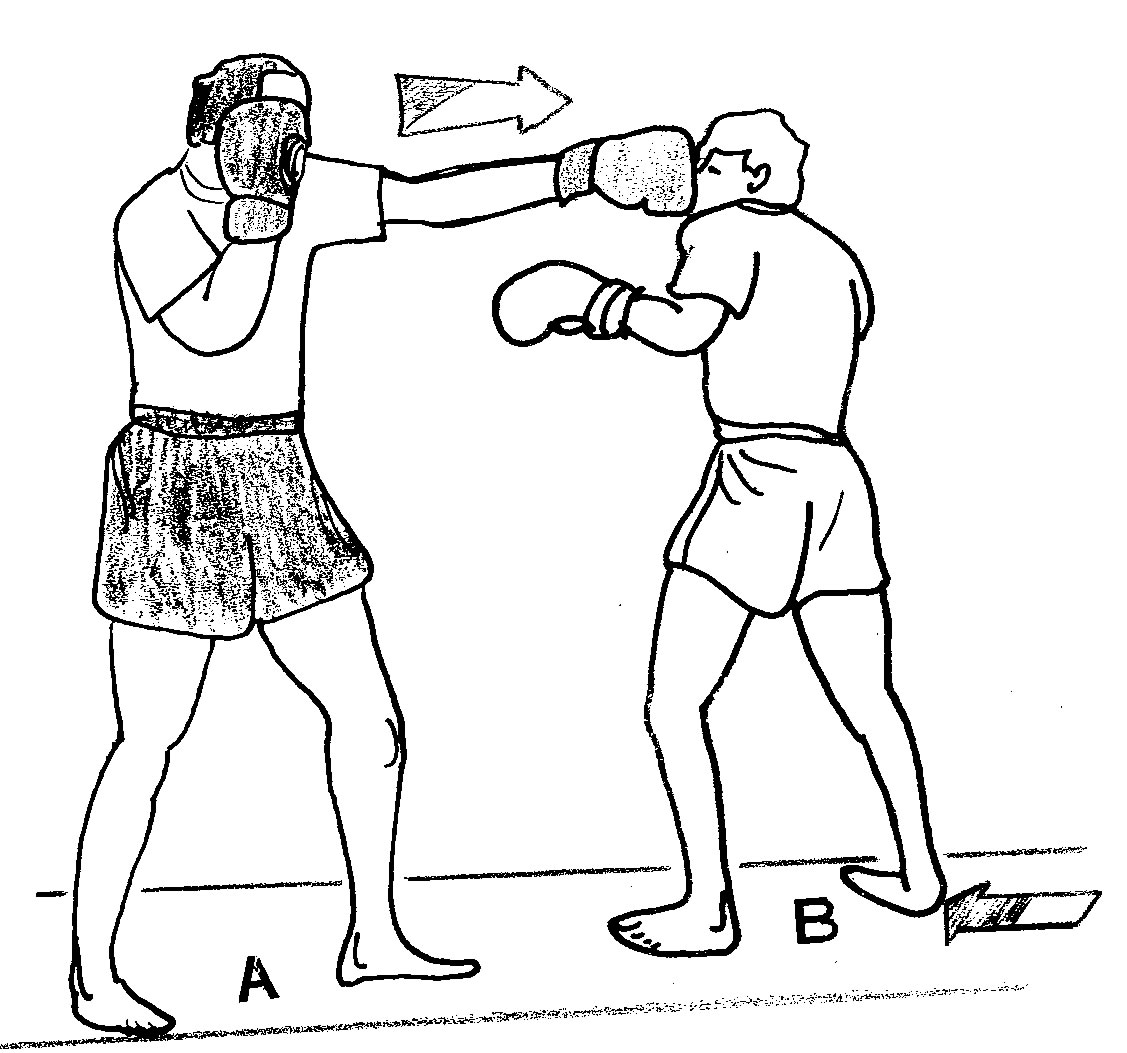
Jab (Abrupt geschlagene Gerade mit der Führhand)
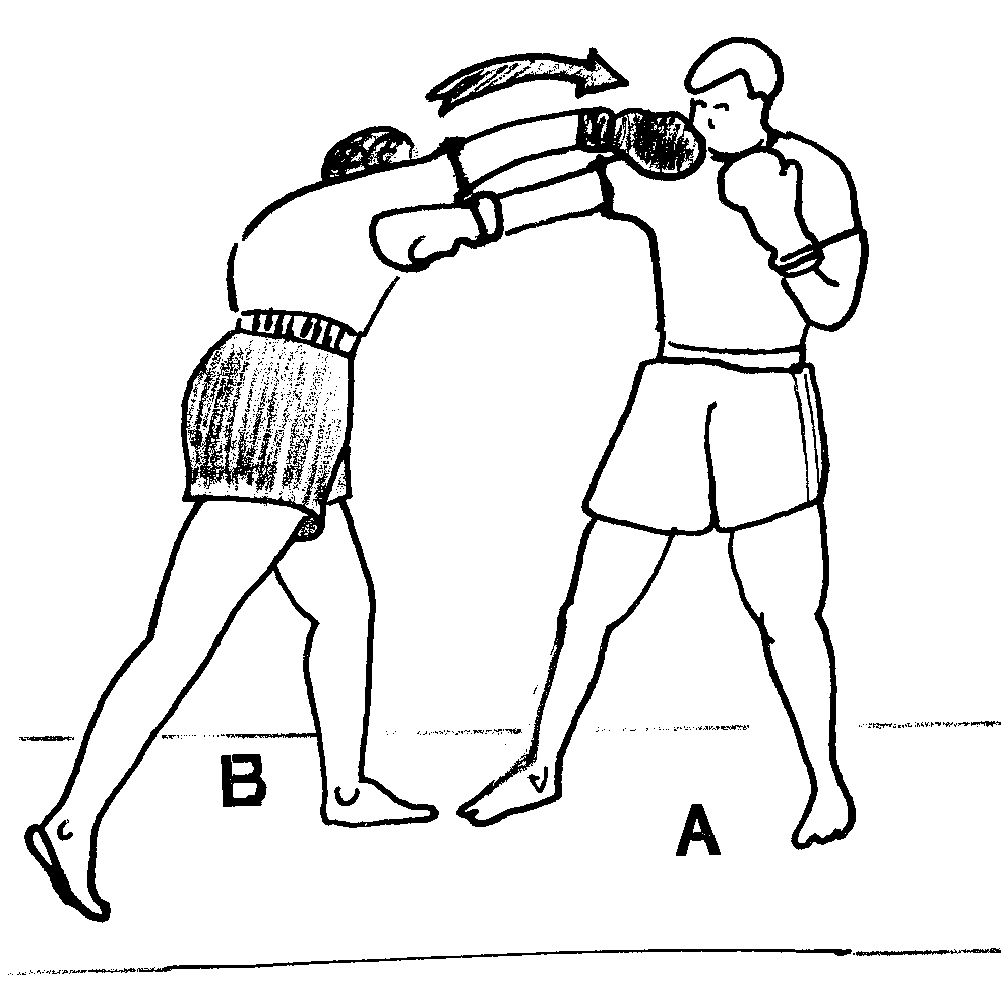
Cross (Gerade, die mit der Schlaghand ausgeführt wird)
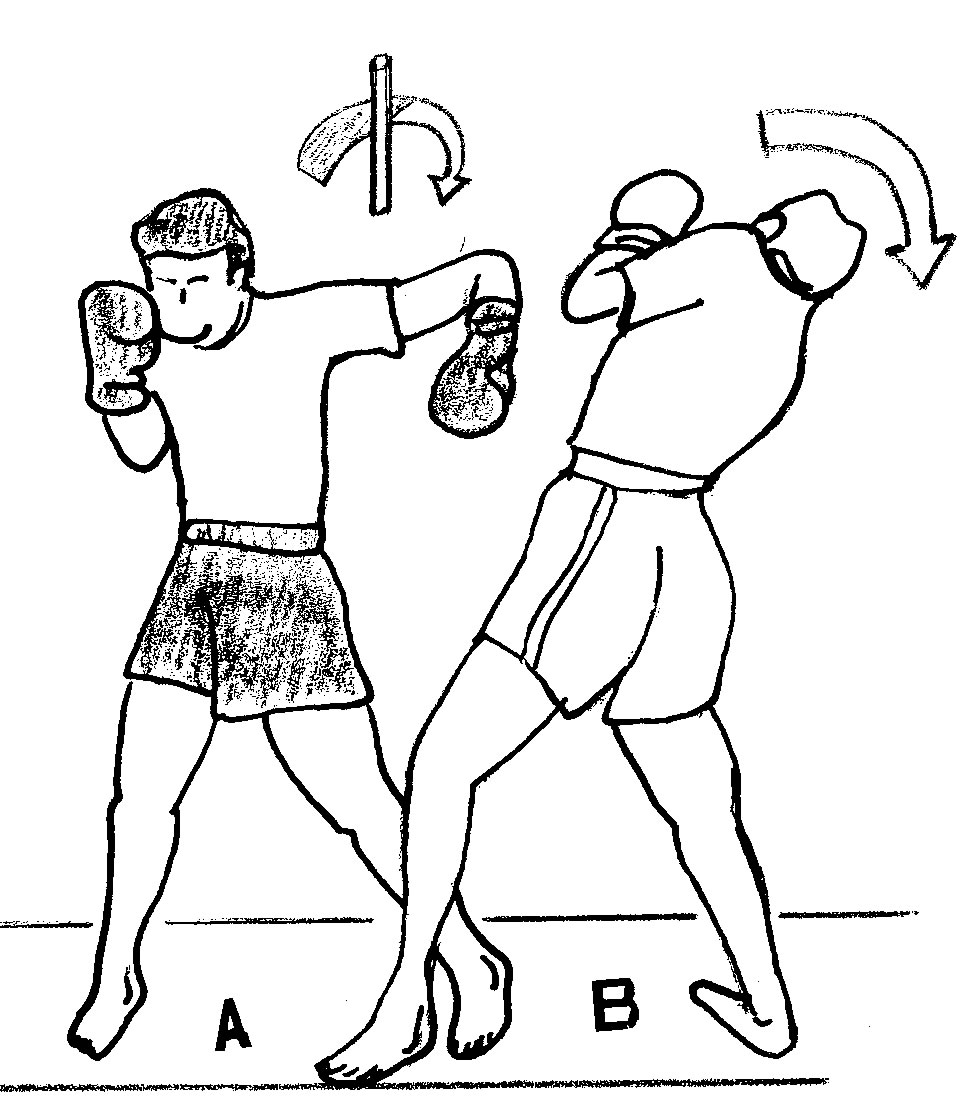
Haken (linker oder rechter Seitwärtshaken). Ellbogen und Faust sind auf Höhe der Schulter.
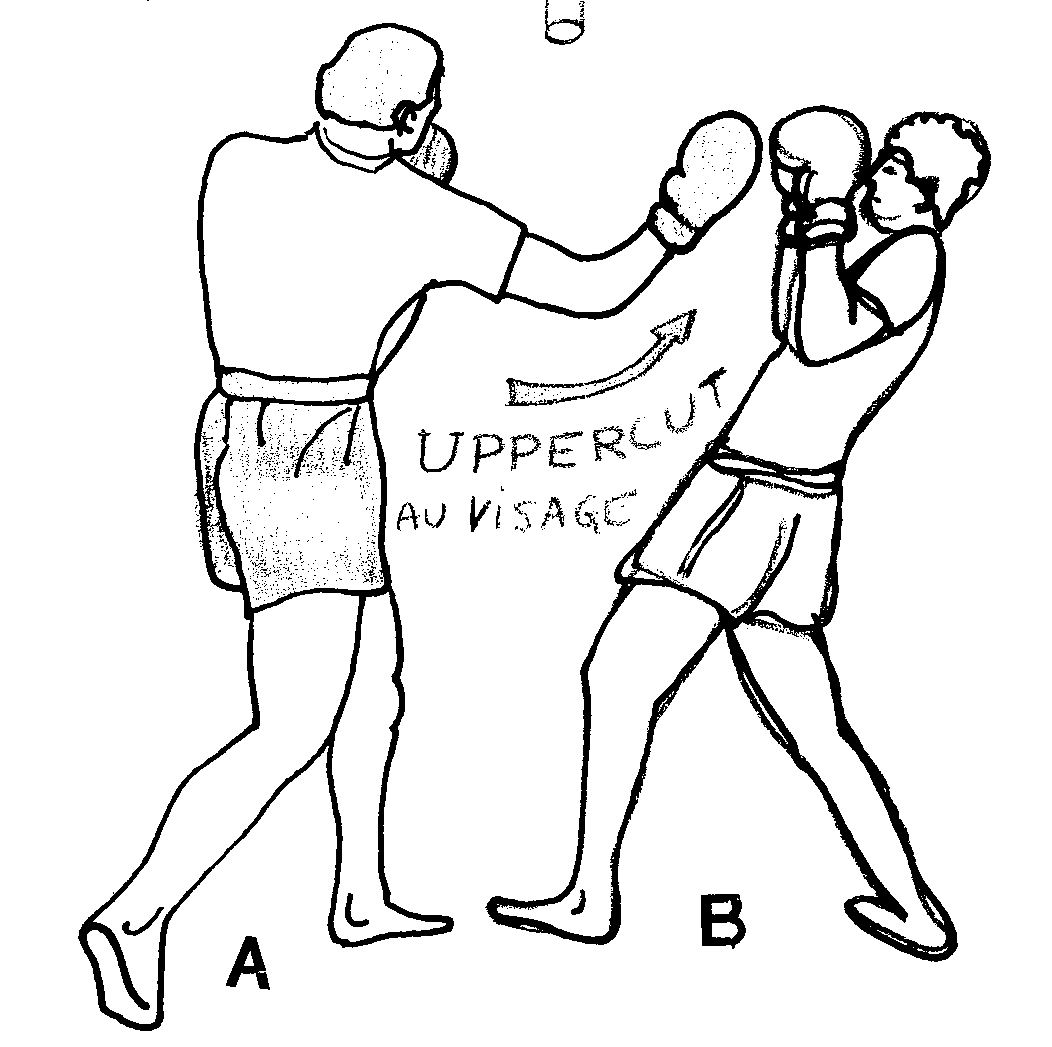
Aufwärtshaken (auch als Uppercut oder Kinnhaken bekannt)
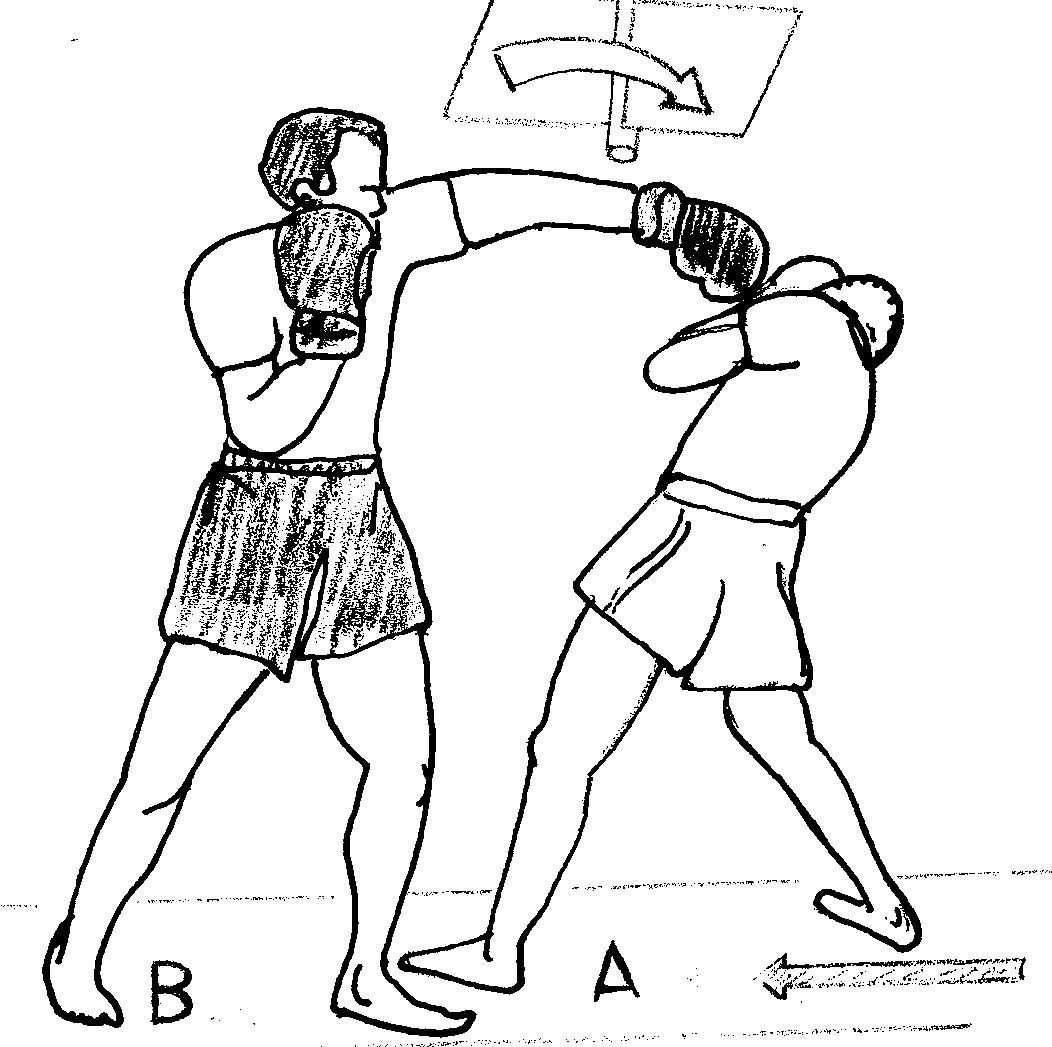
Abwärtshaken (auch als Overcut bzw. Overhand bekannt)

Eine besondere Bedeutung hat hierbei der Nahkampf, da Kämpfe immer häufiger auf kürzester Distanz entschieden werden.

## Verbände (Profiboxen)
Im Gegensatz zu vielen anderen Sportarten und auch dem Amateurboxen (AIBA) gibt es beim Profiboxen keine zentrale Organisation, die weltweit alle wichtigen Landesverbände umfasst und somit auch das alleinige Recht hat, den Titel „Weltmeister“ zu vergeben. Stattdessen gibt es eine große Anzahl von Verbänden, die etwas missverständlich „Weltboxverbände“ genannt werden. Es handelt sich dabei allerdings eher um gewinnorientierte Unternehmen, sodass ein Vergleich mit anderen Sportverbänden nur schwer gezogen werden kann. Vielmehr geht es im Boxen sehr stark um das Geld, das bei der Veranstaltung eines Boxkampfes fließt. Man versucht, zwei vermarktbare Kontrahenten für einen Kampf zu engagieren, um die Einnahmen so weit wie möglich zu erhöhen, da die Gebühr der Verbände in der Regel drei Prozent der Kampfbörsen beträgt.

### Vor den 1960er Jahren
Vor den 1960er Jahren war praktisch nur der Disput zwischen der „National Boxing Association“ (Vorläuferin der „World Boxing Association“ WBA, damals noch in den USA ansässig) und der „New York State Athletic Commission“ (NYSAC) von Bedeutung, die gelegentlich, aber nicht dauerhaft Gegenweltmeister aufstellte. Das war von Bedeutung, weil viele wichtige Box-Arenen, wie der Madison Square Garden, das Yankee-Stadium und das Baseballstadion Polo Grounds in New York standen.
Die europäische Gegenorganisation „International Boxing Union“ (die nichts mit dem 1996 gegründeten, völlig unbedeutenden IBU-Verband zu tun hat) war weniger einflussreich, da zu dieser Zeit nur wenige Europäer (Ted Lewis, Jimmy Wilde, Benny Lynch, Randy Turpin, Georges Carpentier, Marcel Cerdan, Max Schmeling, Ingemar Johansson) sich mit den US-Amerikanern messen konnten. Auf der anderen Seite boxten auch nur selten Ausländer wie Panama Al Brown und Jack Johnson in Europa. Die IBU galt als Vorläuferin der Europäischen Box Union und hatte eher kontinentale Bedeutung.
Teilweise stellte auch das Britische Empire einen „British Empire World Champion“.

### Ab den 1960er Jahren
Ab den 1960er Jahren ließ die relative Macht der NYSAC stetig nach, Joe Frazier war der letzte bedeutende Weltmeister, der von ihr gegen die WBA anerkannt wurde und auch den WBA-Champ Jimmy Ellis in einem Vereinigungskampf schlug.
In den 1960er und 1970er Jahren etablierte sich schließlich eine Konkurrenzsituation zwischen der WBA und dem teils auf der NYSAC aufbauenden „World Boxing Council“, aus der in den 1980er Jahren durch die Gründung der „International Boxing Federation“ und der „World Boxing Organization“ ein Vierkampf wurde.
Diese vier Verbände sind heute besonders einflussreich:
- WBA: 1920 in den USA als National Boxing Association gegründet, 1962 in den aktuellen Namen umbenannt, Sitz in Venezuela
- WBC: 1963 als Konkurrenz zur WBA gegründet, jetzt in Mexiko
- IBF: 1983 wegen Meinungsverschiedenheiten mit der WBA gegründet mit Sitz in den USA
- WBO: 1988 gegründeter Verband mit Sitz in Puerto Rico

Ihr Einfluss liegt darin, dass sie bekannte Boxer und Promoter davon überzeugen können, um ihre Titel zu boxen und ihnen einen Anteil ihrer Kampfbörse für ihren „Titel“ zu überlassen. Um große Gelder geht es nur bei diesen vier Verbänden, weil Titelhalter bei den auflagenstarken Fachzeitschriften wie dem Ring Magazine (oder in Deutschland z. B. dem Boxsport) hoch eingestuft werden. Es lohnt sich für einen guten Boxer nicht, um Titel abseits dieser Verbände zu boxen. In der Regel wird er, wenn er den Titel einer Konkurrenzorganisation hält, auch aus den Ranglisten der alten Verbände entfernt.
Die dabei vergebenen „Weltmeister“-Titel sind allerdings immer mit einem Hinweis versehen, bei welchem Verband dieser erworben wurde. In der öffentlichen Wahrnehmung gibt es also immer vier Weltmeister-Titel. Allerdings gibt es für die Boxer die Möglichkeit, mehrere der Titel zu vereinigen. Im Schwergewicht kommt dies recht häufig vor, weil die Fans hier intoleranter gegenüber aufgeteilten Titeln sind. Allerdings hängt es von der Zustimmung des Verbandes ab – dass diese verweigert wird, ist in der Vergangenheit schon häufig passiert.
So war es in der Regel früher nicht möglich, die Titel von WBC und WBO dauerhaft miteinander zu vereinigen.
Es kam zwar zu Kämpfen, aber danach musste der Sieger sich für den Verband seiner Wahl entscheiden.
Bis 2002 waren auch WBO und WBA so verfeindet, dass es nicht einmal zu Vereinigungen kam. So musste beispielsweise Dariusz Michalczewski seinen WBO-Titel im Kampf gegen Virgil Hill ruhen lassen und war auf dem Papier titelloser Herausforderer. Nach dem Sieg wurde ihm der gewonnene WBA-Titel jedoch aberkannt, da er sich entschied, seinen WBO-Titel zu behalten. Die erste akzeptierte Vereinigung der WBO- und WBA-Titel fand 2002 zwischen Acelino Freitas und Joel Casamayor statt.
Das Prestige der einzelnen Verbände unterscheidet sich leicht. Allerdings ist es schwer, einen zu benennen, der unumstritten ist. Jeder der Verbände hatte in seiner Geschichte zweifelhafte Ereignisse. So gab es häufig Diskussionen über fragwürdige Kampfentscheidungen. Aber auch finanziell gab es schon Turbulenzen. So stand der WBC schon nach Querelen um Graciano Rocchigiani, siehe dort, kurz vor der Pleite.
Zwei weitere Verbände sind noch am Rande erwähnenswert:
- IBO (International Boxing Organization) ist deswegen relativ bekannt, weil sie die unabhängige Computerrangliste IWBR gekauft hat. Allerdings hat sie es nie geschafft, daraus Kapital zu schlagen. Sie hatte jedoch schon mehrere Boxer als Titelträger, die in den unabhängigen Ranglisten als Nummer eins gewertet wurden, obwohl sie zu dem Zeitpunkt keinen Titel der anderen Weltverbände hielten. Ein prominentes Beispiel war Antonio Tarver, der nach seinem Sieg über Roy Jones jr. linearer Weltmeister wurde und als „richtiger Halbschwergewichtsweltmeister“ galt, bis er gegen Hopkins verlor.
- WBU (World Boxing Union) ist ein Verband, der praktisch nur in Südafrika und vor allem in Großbritannien von Frank Warren unterstützt wird. Dessen früherer WBU-Halbweltertitelträger Ricky Hatton schlug den linearen Weltmeister Kostya Tszyu und wurde damit anerkannter, unumstrittener Weltmeister der Klasse, gab aber den WBU-Titel ab.

Weitere, praktisch einflusslose Verbände sind unter anderem: Global Boxing Association (GBA), Global Boxing Council (GBC), Global Boxing Federation (GBF), Global Boxing Organisation (GBO), Global Boxing Union (GBU), International Boxing Association (IBA), International Boxing Council (IBC), International Boxing Union (IBU), Professional Boxing Union (PBU), World Athletic Association (WAA), World Boxing Board (WBB), World Boxing Federation (WBF), World Boxing Foundation (WBF), World Professional Boxing Federation (WPBF).

## Vergabe weiterer Titel

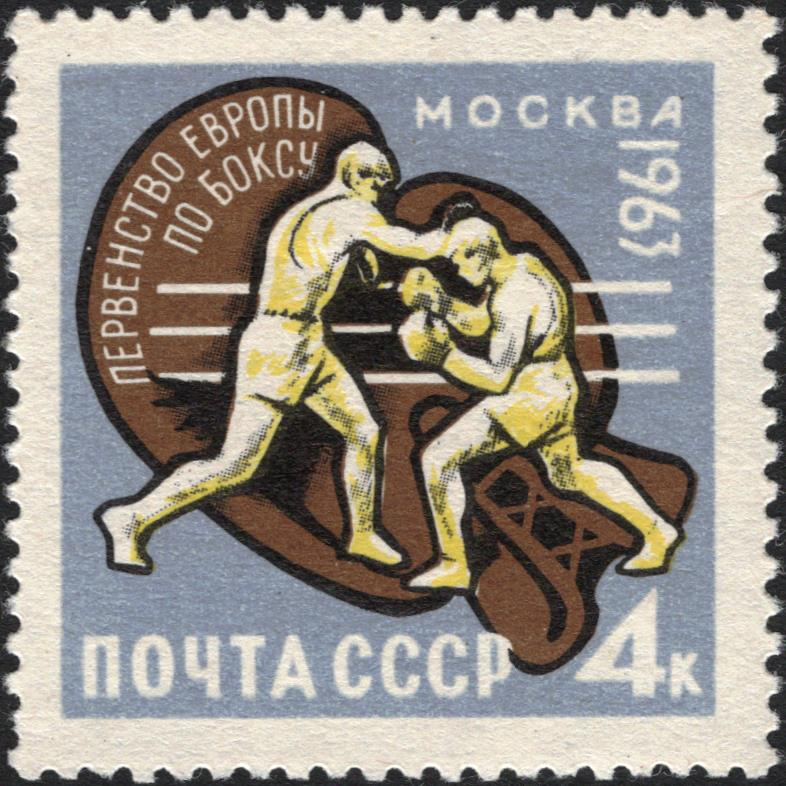
Box-Briefmarke, UdSSR 1963

### Vergabe der „regionalen“ Titel
Die Weltverbände vergeben, abgesehen von den Weltmeisterschaftstiteln, auch einige regionale Meistertitel. Der Hauptgrund dafür ist, dass die Verbände sich durch so genannte Sanktionsgebühren, die sie vom Veranstalter verlangen bzw. auf die Kampfbörsen der Boxer erheben, zusätzliche Einnahmen sichern können. Daher haben auch Boxer, die von ihrer Staatsbürgerschaft her eigentlich gar nicht in diese Regionen gehören, um diese Titel gekämpft. Die Boxer können sich mit diesen Titeln Ansehen verschaffen, aber der wichtigste Vorteil besteht darin, dass sie sich bei der Aufstellung der Ranglisten Vorteile erhoffen können. Die wichtigsten Titel sind die Interkontinental-Titel, die sich auf keine spezielle Region beschränken und bei mehrfacher Verteidigung (in der Regel drei) zur Nominierung als Pflichtherausforderer des Weltmeisters führen können. Außerdem vergibt jeder der großen vier Verbände einen US-Meistertitel. Diese Titel werden im Allgemeinen von regionalen, dem Verband untergeordneten Boxkommissionen vergeben. Beispiele hierfür sind:
- WBA-NABA: Diese Unterorganisation vergibt den Nordamerika-Titel der WBA. Bekannte (ehemalige) Titelträger sind unter anderem Nikolai Valuev – bei dem sich das oben genannte Kuriosum zeigt, denn theoretisch könnte ein Russe ja kein Nordamerikameister sein –, John Ruiz und Edison Miranda
- WBC-Mediterranean-Titel: Diese Titel werden seit 2007 vergeben und werden als relativ unbedeutend angesehen. Sie umfassen die Länder des Mittelmeerraums. Der bekannteste Titelträger ist der türkische Schwergewichtsboxer Sinan Şamil Sam, der sich den Titel am 19. Oktober 2007 gegen den Kroaten Ivica Percovic durch eine einstimmige Punktentscheidung gesichert hat.

Weitere Beispiele sind der WBO-Asia-Pacific-Titel, der WBA-Fedelatin-Titel und der IBF-Pan-Pacific-Titel.
Hinzu kommen Titel wie der des Europameisters oder des Meisters der Europäischen Union, der nicht direkt von den großen Weltverbänden vergeben wird, sondern von kleineren Regionalverbänden, die mit den Weltverbänden assoziiert sind. Der Europameistertitel wird von der EBU vergeben, die mit dem WBC assoziiert ist.

### Juniorenweltmeisterschaften
Ein weiterer Titel, der von den Weltverbänden vergeben wird, sind die Profi-Juniorenweltmeistertitel. Diese werden in der Regel an Boxer unter 25 Jahren in Kämpfen über zehn Runden (nicht zwölf, wie bei „normalen“ Weltmeisterschaften) vergeben.

## Boxen als olympische Sportart
In das moderne olympische Programm wurde Boxen erstmals 1904 in St. Louis aufgenommen. Hier nahmen allerdings nur Amerikaner teil, insgesamt 44 in sieben Gewichtsklassen (Fliegen, Bantam, Feder, Leicht, Welter, Mittel und Schwer). 1908 traten dann 42 Boxer aus vier Ländern (32 Briten, sieben Franzosen, zwei Dänen und ein Australier) in fünf Gewichtsklassen an (Bantam, Feder, Leicht, Mittel und Schwer), wobei als einziger Nicht-Brite der Australier Baker einen Spitzenplatz (Zweiter im Mittelgewicht) errang. Im Jahr 1912 gab es kein olympisches Boxturnier, weil damals in Schweden Boxen verboten war. Von 1920 bis 1948 wurde dann in acht, von 1952 bis 1964 in zehn und von 1968 bis 1984 in elf Gewichtsklassen gekämpft. Hinzu kamen bis heute Halbschwer (1920), Halbwelter und Halbmittel (1952) sowie Halbfliegen (1968). 1984 wurde das Schwergewicht unterteilt in die Klassen bis 91 Kilogramm Körpergewicht (Schwer) und über 91 Kilogramm (Superschwer). Seit 1936 wird der technisch beste Boxer der Spiele mit dem Val-Barker-Pokal ausgezeichnet.
2012 durften erstmals Frauen starten (in 3 Gewichtsklassen mit insgesamt 36 Starterinnen). Das Exekutivkomitee des Internationalen Olympischen Komitees (IOC) hatte es noch abgelehnt, Frauenboxen als Demonstrationssportart ins Programm der Sommerspiele 2008 in Peking aufzunehmen.

### Modus
Die Kampfzeit bei den Olympischen Spielen beträgt bei den Männern 3 Mal 3 Minuten (effektiv) mit 2 Pausen zu je einer Minute und bei den Frauen 4 Mal 2 Minuten mit 3 Pausen zu je einer Minute. Ein Ringrichter leitet den Kampf, fünf Punktrichter bewerten ihn nach einem festgelegten Punktsystem. Seit den Spielen 1996 werden die besten Boxer nach der Weltrangliste (ähnlich wie im Tennis) gesetzt. Boxen war lange die einzige olympische Sportart, bei der nur Amateure zugelassen waren. Der Box-Weltverband AIBA entschied jedoch, ab den Olympischen Spielen 2016 auch professionelle Kämpfer zuzulassen.

### Organisation in Deutschland
Die deutschen Amateurboxer, die sich dem olympischen Boxen verpflichtet fühlen, sind in teilweise traditionsreichen Amateurboxvereinen organisiert, deren Geschichte in das 19. Jahrhundert zurückreicht. Im Gegensatz zum professionellen „Boxstall“, der eine berufsmäßige Bindung des Boxers an einen bestimmten Boxunternehmer darstellt, unterliegen die Amateurboxvereine dem deutschen Vereinsrecht und sollen nicht kommerziellen Interessen, sondern dem Allgemeinwohl dienen.

#### Frauenboxen in Deutschland
Bereits 1911 empfahl Paul Maschke (als Joe Edwards bekannt) Frauen im ersten deutschen Boxlehrbuch „Boxen. Ein Fechten mit Naturwaffen“ das Boxen zur Bewahrung von „jugendliche[r] Grazie, geschmeidigen[n] Bewegungen und […] Gesundheit.“ 

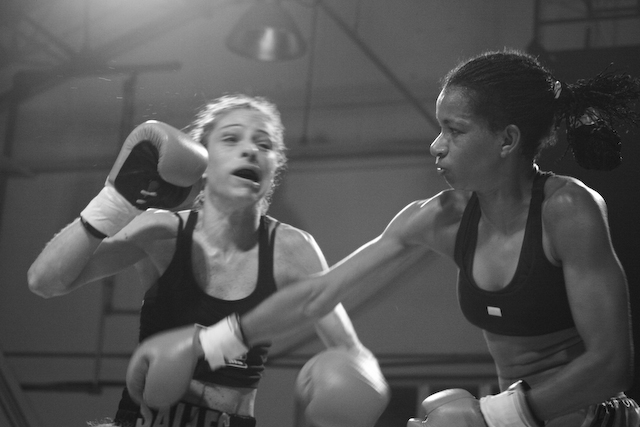
Frauenboxen

 1921 wurde das Frauenboxen durch den Deutschen Reichsverband für Amateurboxen und 1925 durch den Verband Deutscher Faustkämpfer auch im professionellen Bereich verboten.
1976 wurde ein als „Europameisterschaft“ angekündigter Kampf zwischen Brigitte Meereis und Ursula Döring veranstaltet. 1986 kam es zu einem in der ARD übertragenen Schaukampf zwischen Birgit Nuako und Mario Adorf. Ein Jahr später, 1987, fand ein Profi-Boxkampf zwischen Rosi Bernstein und Helfrich statt. Beide Kämpferinnen erhielten 200 Mark Honorar, mussten jedoch 2000 Mark Strafe zahlen, da Frauenboxen damals noch nicht legal war.
Erst 1994 fand der erste offiziell durch die Women’s International Boxing Federation lizenzierte Frauenprofiboxkampf in Deutschland zwischen Regina Halmich und der Niederländerin Fienie Klee statt.
Zeitlich parallel dazu setzte sich die damalige Theologiestudentin Ulrike Heitmüller für offizielle Frauenboxwettkämpfe im Deutschen Amateur-Box-Verband (DABV) ein. Sie gab Interviews, schrieb Leserbriefe, hielt einen Vortrag beim DABV-Hauptausschuss und kämpfte in einem auch im Fernsehen übertragenen Boxschaukampf gegen die Fitnesstrainerin Marion Einsiedel. Im Mai 1995 stimmte der DABV schließlich mit 337 Ja- zu 269 Nein-Stimmen in Duisburg für die Teilnahme von Frauen an offiziellen Wettkämpfen des DABV.

## Popularität

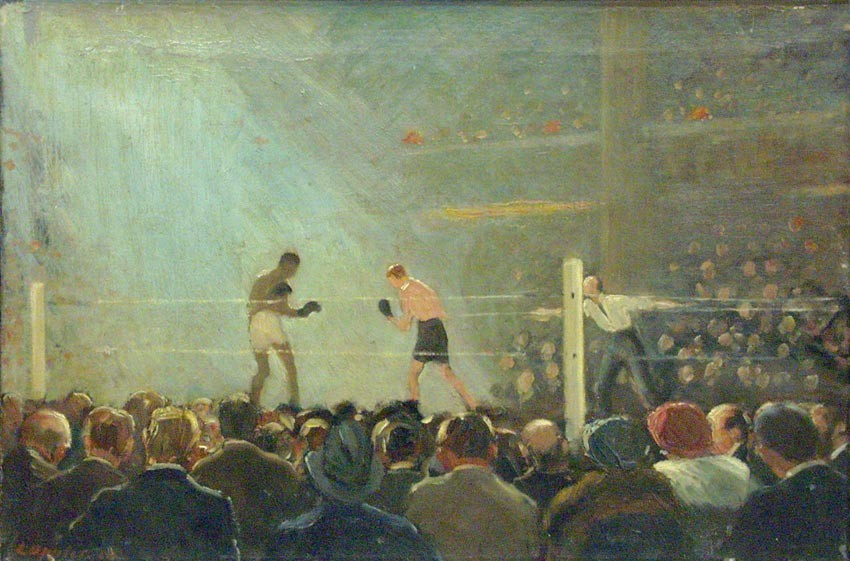
Ernst Oppler: Boxkampf im Berliner Sportpalast, 1920

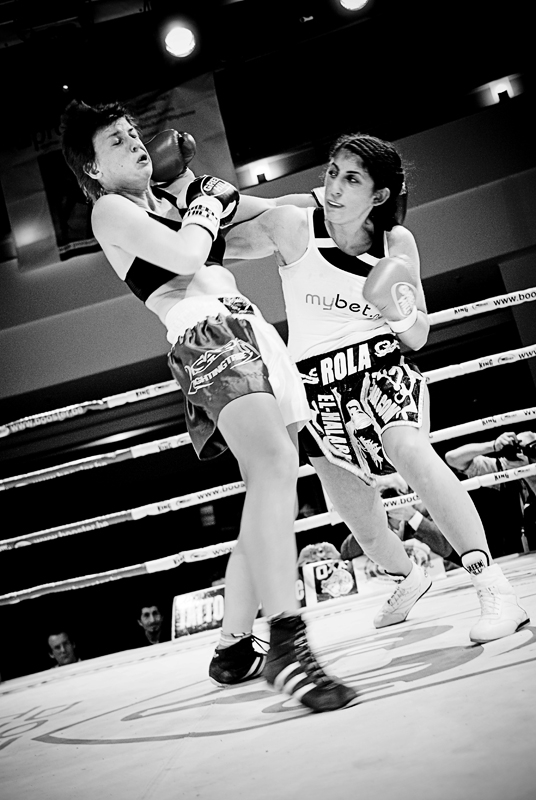
Rola El-Halabi (rechts) in einem Kampf

Als eine der ältesten Wettkampfarten des Menschen hat Boxen eine lange Tradition und ist beispielsweise Teil der modernen Olympischen Spiele, die 1896 in Athen erstmals stattfanden. Große Beliebtheit erlangte das Boxen in den 1920er Jahren. Prominente Künstler wie Ernst Oppler, George Grosz und Renée Sintenis hielten Szenen im Berliner Sportpalast fest. Weitere Zuschauer der Kämpfe im Sportpalast waren unter anderen Enrico Caruso, Richard Tauber, Hans Albers, Fritz Kortner sowie Bertolt Brecht. Bis heute gilt Max Schmeling, dessen aktive Zeit über 60 Jahre zurückliegt, als einer der populärsten Sportler. Gleiches gilt im Weltmaßstab für Muhammad Ali, der in den 1960er- und 1970er-Jahren weit über den Boxsport hinaus bekannt wurde. In den 1990er-Jahren erreichte der Sender RTL in Deutschland mit Boxübertragungen Marktanteile von über 70 Prozent. Bis zu 18 Millionen TV-Zuschauer verfolgten WM-Kämpfe von Axel Schulz und Henry Maske vor den Bildschirmen. Die Musiktitel Conquest of Paradise und Time to Say Goodbye verkauften sich insgesamt fast fünf Millionen Mal, wobei Time to Say Goodbye Maske gewidmet wurde, als dieser zu seinem vorerst letzten Kampf antrat. Henry Maske gewann zehn Jahre nach seiner knappen Punktniederlage gegen Virgil Hill den Revanche-Kampf gegen den US-Amerikaner.
Heutzutage sind Schwergewichtskämpfe um die Weltmeisterschaft die bestdotierten Sportwettbewerbe überhaupt. Boxen ist heute hinsichtlich passiver Teilnahme eine der populärsten Sportarten weltweit – in Deutschland rangierte es im Jahr 2012 auf Platz 2 der beliebtesten, im Fernsehen angeschauten Sportarten. Es liegt jedoch nicht unter den ersten 12 der am meisten ausgeübten Sportarten. Allerdings ist das Boxen aufgrund der offen zur Schau gestellten Gewaltausübung, der Gefahr für die Gesundheit der Sportler und seiner Anziehungskraft für das Halbweltmilieu umstritten.

## Verletzungsrisiko
Sowohl beim Amateur- als auch Profiboxen besteht ein akutes Verletzungsrisiko an den getroffenen als auch an den schlagausführenden Körperteilen. Dagegen lässt sich bisher kein sicherer, methodisch einwandfreier Kausalzusammenhang zwischen mittel- und langfristigen Gesundheitsrisiken, insbesondere mit neurologischen Folgeerscheinungen und dem Boxsport herstellen. Dies ist darauf zurückzuführen, dass trotz der langen Tradition des Boxens nur eine geringe Zahl von systematischen Studien über die neuropsychiatrischen Folgen zur Verfügung steht und Kontrollgruppen nur schwer zu definieren sind. Insgesamt wird das Risiko von Verletzungen kontrovers diskutiert. Auf der einen Seite fordert die BMA (Gewerkschaft der britischen Ärzte) ein generelles Boxverbot aufgrund des gesundheitlichen Risikos. Auf der anderen Seite wird argumentiert, dass die Boxer unter Aufsicht des Trainers sowie des Ringrichters, der Punktrichter und des Ringarztes stehen. Diese können einen Kampf abbrechen, wenn die Gesundheit des Boxers schwerwiegend gefährdet ist (technischer K. o.), wenngleich dies im Profiboxen dem Schiedsrichter vorbehalten ist. Die hohe Anzahl von ehemaligen Athleten mit schwerwiegenden Schäden deutet jedoch darauf hin, dass Abbrüche zu spät erfolgen oder manche Boxer im Laufe ihrer Karriere schlicht zu viele Schläge auf den Kopf erhalten haben. Die Dokumentation After The Last Round zeigt einige schwerwiegende Fälle.
Die pathologischen Konsequenzen betrachtet, gilt es grundsätzlich zwischen dem Profi- und dem Amateurboxen zu unterscheiden, da Amateurboxer in der Regel einmal jährlich und vor den Kämpfen medizinisch untersucht werden (inklusive EKG, Augen- und Laboruntersuchungen). Profiboxkämpfe werden ohne diese weitgehenden Schutzmaßnahmen ausgetragen. So ist bei akuten Komplikationen, neuropsychologischen und neurodegenerativen Risiken ein deutlicher Unterschied zwischen Profi- und Amateurboxen auszumachen, wenngleich der bessere Schutz von Amateuren die erheblichen Gefahren des Boxens nicht grundsätzlich vermeiden kann.
Im Deutschen Ärzteblatt wurde hierzu eine Übersichtsarbeit vorgelegt, in der selektiv die Inhalte der wesentlichen Original- und Übersichtsarbeiten aus den Jahren 2000 bis 2010 zu den akuten, subakuten und chronischen neuropsychiatrischen Folgen des Boxens ausgewertet wurden. Diese weist auf die Besonderheit des Boxens hin, da es im Unterschied zu anderen gesundheitsgefährdenden Sportarten beim Boxen entscheidend für Sieg oder Niederlage ist, ob es gelingt, dem Gegner mit einer Aufprallgeschwindigkeit der Faust von bis zu zehn Metern pro Sekunde ein möglichst akut wirksames Schädel-Hirn-Trauma zuzufügen, bei dem der Kopf unter Umständen mit der mehr als 50-fachen Erdbeschleunigung in Bewegung versetzt wird.
Zusammengefasst besteht neben der regelkonformen Läsion des Gegners, etwa durch eine Commotio cerebri (K. o.), beim wettkampforientierten Boxen ein erhebliches Risiko für akute Verletzungen an Kopf, Herz und Knochen. Postakut überdauern die neuropsychologischen Defizite die meisten subjektiv wahrgenommenen Folgen stumpfer Schädel-Hirn-Traumata. Die repetitiven Hirntraumata einer lang dauernden Karriere können zu einer Boxerdemenz mit neurobiologischer Ähnlichkeit zur Alzheimer-Krankheit führen. Eine neue Studie zweifelt jedoch an, ob häufige Schläge und Stöße auf den Kopf wirklich eine chronisch traumatische Hirnschädigung verursachen können. Diese chronisch traumatische Enzephalopathie gehe mit Ablagerungen von Tau-Protein im Gehirn und kognitiven und motorischen Einschränkungen einher.
Rückblickend betrachtet waren die häufigsten Ursachen, die zum Tod im Boxring führten, kardiale Komplikationen, Risse von Leber oder Milz sowie Kopf- und Nackenverletzungen wie Zerreißungen oder Thrombosen größerer Hirngefäße, Epiduralblutungen und Subduralhämatome.

### Todesfälle im Boxsport
Laut der Manuel Velazquez Boxing Fatality Collection starben im Ring oder an den Folgen eines Boxkampfs seit dem Engländer John Lambert 1724 über 2000 Boxer.
Prominente Todesfälle
- Pedro Alcázar (1975–2002), Weltmeister der WBO im Superfliegengewicht
- Sonny Banks (1940–1965), erster Profi, der Muhammad Ali zu Boden schlug
- Andy Bowen (1864–1894), bestritt gegen Jack Burke den bisher längsten Boxkampf
- Frankie Campbell (1904–1930), US-amerikanischer Schwergewichtler
- Randie Carver (1974–1999), Golden Gloves Champion und NABF-Titelträger
- Kim Duk-koo (1959–1982), WM-Herausforderer der WBA im Leichtgewicht
- Angelo Jacopucci (1948–1978), Europameister im Mittelgewicht
- Leavander Johnson (1969–2005), Weltmeister der IBF im Leichtgewicht
- Davey Moore (1933–1963), Weltmeister im Federgewicht
- Johnny Owen (1956–1980), Europameister im Bantamgewicht
- Greg Page (1958–2009), Weltmeister der WBA im Schwergewicht
- Benny Paret (1937–1962), Weltmeister im Weltergewicht
- Choi Yo-sam (1972–2008), Weltmeister der WBC im Halbfliegengewicht
- Ed Sanders (1930–1954), Olympiasieger im Schwergewicht
- Ernie Schaaf (1908–1933), US-amerikanischer Schwergewichtler
- Roman Simakov (1984–2011), Asienmeister der WBC im Halbschwergewicht
- Lito Sisnorio (1982–2007), Juniorenweltmeister der WBC im Fliegengewicht
- Robert Wangila (1967–1994), Olympiasieger im Weltergewicht

Prominente Fälle mit schweren neurologischen Schäden
- Sugar Ray Robinson (1921–1989), Weltmeister im Weltergewicht und Mittelgewicht
- Muhammad Ali (1942–2016), Olympiasieger und Weltmeister im Schwergewicht
- Meldrick Taylor, Weltmeister im Halbweltergewicht und Weltergewicht
- Wilfred Benitez, Weltmeister in mehreren Gewichtsklassen und jüngster Titelträger

### Amateurboxen
Die strengen Schutzvorschriften, die Sperren nach K. o. und das wesentlich frühere Anzählen, die 10-Unzen-Handschuhe (im Schwergewicht 12 Unzen) sowie die Beschränkung des Wettkampfes auf drei Runden senken das Gesundheitsrisiko. Trotzdem lassen sich auch beim Amateurboxen Todesfälle und schwere Verletzungen nicht immer verhindern. Im Jahr 2013 wurde allerdings der Kopfschutz bei den Erwachsenen („Elite“)-Boxern wieder abgeschafft, nachdem große Studien aus den USA und Kanada gezeigt hatten, dass der Kopfschutz bei Profis in der Eishockey- und Football-Liga eher kontraproduktiv war: Erstens kam es bei Querbeschleunigung durch das große Gewicht des Kopfes inklusive Kopfschutzgewicht zu vermehrten Schäden des Gehirns, zweitens zeigte sich, dass mit Kopfschutz wesentlich aggressiver und risikobereiter agiert wurde. Es wurden erschreckende Zahlen unter 40-jähriger dementer Eishockey- und Footballspieler dokumentiert.

## Gesetzliche Verbote
In Kuba, dem Iran, Island und Nordkorea ist professionelles Boxen verboten, Kämpfe finden lediglich auf Amateurstatus statt. In Schweden wurde 2006 das seit 37 Jahren bestehende Verbot teilweise aufgehoben. In Norwegen wurde 2014 das seit 1982 bestehende Verbot aufgehoben. In Deutschland bestand bis 1918 ein polizeiliches Boxverbot, jedoch wurde bereits 1906 der erste deutsche Boxverein (SC Colonia 06, Köln) gegründet.

## Berühmte Boxkämpfe
Frühe Jahre
- Nur wenige Athleten verkörperten die aus heutiger Sicht ungewöhnliche Welt des Boxsports im 19. Jahrhundert so sehr wie Jack McAuliffe. Jack Hooper besiegte er im Freien bei eisigen Temperaturen und bezeichnete es nachher als ein Wunder, dass beide den Kampf überlebten. Sein Titelkampf gegen den Kanadier Harry Gilmore fand in einem Eisenwarengeschäft statt, das über einen Boxring verfügte. Allerdings hatte der Ring nur an drei Seiten Seile, die vierte Seite war eine Ziegelwand. Diese erwies sich für beide Titelanwärter als gefährlich: Auliffe brach sich "nur" den Daumen, Gilmore stieß mit dem Kopf dagegen und zog sich eine Gehirnerschütterung zu. Zu dieser Zeit (1887) wurde Jack von den Meisten als der Leichtgewichtschampion anerkannt. Nur ein Maurer aus Birmingham namens Jem Carney war anderer Meinung. Er war britischer Staatsmeister und auf beiden Seiten des Atlantiks gefürchtet. Dieses Mal wurde das Duell in einem spärlich belichteten Stall ausgetragen, dauerte über fünf Stunden und wurde nach 74 Runden abgebrochen. Der Ringreporter A.D. Phillips berichtete über eine technische Überlegenheit McAuliffes, während Carney über größere Schlagkraft verfügte. Ab der sechzigsten Runde zeigte Auliffe starke Müdigkeitserscheinungen und wurde zweimal beinahe ausgeknockt. Carneys Unterstützer beklagten einen zu frühen Abbruch und eine ungerechte Entscheidung, die den Sieg eines Nicht-Amerikaners verhinderte; Unterstützer von McAuliffe hingegen meinten, dass der Engländer wegen wiederholten Kniestößen disqualifiziert hätte werden sollen.[22]

- James John Corbett gilt als ein Pionier des Boxtrainings. Er legte viel Wert auf Technik und wurde aufgrund seiner innovativen Trainingsmethoden der Vater des modernen Boxsport genannt. Im Mai 1891 maß er sich mit Peter "Black Prince" Jackson. Der Kampf dauerte 61 Runden und hatte keinen Sieger. Im Herbst 1892 kämpfte er gegen John L. Sullivan um den Titel. Inzwischen hatte er eine sehr gute Defensive entwickelt, durch die er den Schlägen Sullivans ausweichen konnte. Nach für damalige Verhältnisse nur 21 Runden schickte er Sullivan zu Boden und kürte sich zum neuen Meister im Schwergewicht.

1930 bis 1959
- Am 19. Juni 1936 traf der deutsche Boxer Max Schmeling auf den unbesiegten „Braunen Bomber“ Joe Louis, der als bis dahin bester Boxer der Geschichte bezeichnet wurde und als unbesiegbar galt. Kaum jemand räumte Schmeling eine Chance ein, Louis zu schlagen – insbesondere auch Louis selbst nicht, der seinem Gegner wenig Wichtigkeit zumaß. Schmeling, der nach dem Vorbild seines Vorgänger-Weltmeisters Gene Tunney Filme von Kämpfen seines Gegners studierte, hatte jedoch eine Schwachstelle in Louis’ Boxstil erkannt. Er ließ seine Linke, nachdem er mit ihr geschlagen hatte, zu tief sinken und bot so die linke Gesichtshälfte, insbesondere die Schläfe ungedeckt an. So musste Louis während des Kampfes härteste Treffer durch Schmelings Rechte schlucken und in der 12. Runde schließlich K. o. gehen.

- Gezeichnet von seiner ersten Niederlage gegen Max Schmeling strebte Joe Louis einen Revanchekampf gegen den Mann an, der ihn besiegt hatte. Schmeling, der um den schon angesetzten Titelkampf gegen Jim Braddock geprellt wurde, bekam so die Chance, wieder um einen Weltmeisterschaftstitel zu boxen, da Louis als Verlierer des Ausscheidungskampfes den Titelkampf bekommen hatte und durch einen Sieg über Braddock Weltmeister geworden war. Diesmal war der Druck, der auf den beiden Boxern lastete, besonders hoch. Der Kampf wurde zur symbolischen Auseinandersetzung der Systeme stilisiert, Schmeling zum Vertreter des rassistischen NS-Regimes erklärt. Ironischerweise wurde der schwarze Joe Louis zum Vorkämpfer für das damalige weiße Amerika, das gegenüber seinen schwarzen Mitbürgern selbst rassistisch eingestellt war. Außerdem hatte Schmeling Juden Unterschlupf gewährt und sich auch sonst für sie eingesetzt, vertrat demnach die Ideen des NS-Regimes keineswegs. Am 22. Juni 1938 trafen die beiden wieder aufeinander. Diesmal wusste Louis genau, was ihn erwarten würde. Er gewann bereits in der ersten Runde durch ein technisches K. o.
- Bis zum Ende des Jahres 1942 wies Sugar Ray Robinson 125 gewonnene Kämpfe auf, davon 40 als Profi. Seinen ersten Kampf gegen den „Wütenden Stier“ Jake LaMotta konnte er auch für sich entscheiden. Das zweite Aufeinandertreffen war in Robinsons früherer Heimat Detroit. LaMotta konzentrierte sich auf Körpertreffer: Während den Runden ertönte von Zeit zu Zeit ein Pfeifen von seinem Trainer – ein ausgemachtes Signal, das ihm signalisierte, dass er zu sehr auf den Kopf schlug. Die Strategie erwies sich als erfolgreich: Vor den Augen von 18.930 Zusehern landete er mehrere harte Treffer auf Bauch und Rippen. In der achten Runde schlug er ihn aus dem Ring. Das Foto, in dem der laut den renommierten Magazinen The Ring und BoxRec beste Boxer aller Zeiten mit schmerzverzerrtem Gesicht in den Ringseilen hängt, ging um die Welt.

1960 bis 1979
- 25. Februar 1964. Der junge, aufstrebende Cassius Clay bekam die Chance zum Weltmeisterschaftskampf gegen Sonny Liston. Der Kampf sowie der Rückkampf bekamen den Namen Muhammad Ali vs. Sonny Liston. Wieder einmal konnte ein Außenseiter zum Sieger gekürt werden: Liston gab zu Beginn der 7. Runde auf, da er den leichtfüßigen Clay nicht traf, aber permanent selbst getroffen wurde. Ein Jahr später, am 25. Mai 1965, kam es zum Revanchekampf zwischen Liston und Clay, der sich nun Muhammad Ali nannte. Bereits in der ersten Runde lag Liston auf dem Boden und verlor den Kampf durch K. o. Viele Zuschauer witterten einen Betrug, da sie keinen klaren Treffer gegen Liston gesehen hatten. Doch in der Zeitlupe sah man, dass Liston von Ali getroffen wurde. Dieser blitzschnelle Schlag ging als „Phantom Punch“ oder „Anchor Punch“ in die Geschichte ein. Es ist jedoch anzunehmen, dass kaum ein Boxer von diesem Schlag schwer k.o. gegangen wäre, vor allem nicht ein Weltmeister wie Liston.[23]

- Da Muhammad Ali den Kriegsdienst verweigerte (es war zu Zeiten des Vietnamkriegs), setzten die von US-amerikanischen Interessen dominierten Boxsportverbände die Aberkennung seines Titels durch. Er durfte erst Anfang der 70er Jahre wieder boxen. Nach 2 Aufbaukämpfen stellte er sich dem neuen Weltmeister „Smokin’ Joe“ Frazier. Dieser Fight of the Century (Deutsch: „Kampf des Jahrhunderts“) führte am 8. März 1971 zwei bis dahin unbesiegte Boxer zusammen. Er ging als einer der spektakulärsten Titelkämpfe in die Geschichte des Schwergewichtsboxens ein. In der 15. Runde schickte Frazier mit einem mächtigen linken Haken Ali auf die Bretter und gewann nach Punkten. Alis vor dem Kampf praktizierte PR-Methoden, wobei er Frazier auch persönlich beleidigte, ließen die beiden Kontrahenten auch zu persönlichen Feinden werden.

- Joe Frazier wurde von George Foreman entthront. Ali hatte unterdessen gegen alle relevanten Gegner der Weltrangliste gekämpft und gewonnen, um sich selbst als einzig ernstzunehmenden Gegner anzubieten. So bekam er eine erneute Chance, um einen Weltmeisterschaftstitel zu boxen. Ali galt aber wie schon vor zehn Jahren gegen Liston als Außenseiter. Foreman galt als brutaler Puncher, der alle seine Gegner bis dahin in wenigen Runden K. o. geschlagen hatte. Don King organisierte den Kampf, der am 30. Oktober 1974 in Zaires Hauptstadt Kinshasa ausgetragen wurde und als „Rumble in the Jungle“ bekannt wurde. Ali begriff, dass er körperlich keine Chance gegen Foreman hatte und sah die einzige Siegeschance in seiner Rope-a-Dope genannten Taktik. Nachdem er in der ersten Runde wie einst gegen Liston seine überlegene Schnelligkeit demonstrierte, damit dem erwarteten Sturmangriff Foremans die Basis nahm, ließ er sich ab der zweiten Runde von Foreman gegen die Seile treiben, lehnte sich mit dem Kopf weit zurück und schützte mit den Händen seinen Oberkörper, sodass Foremans Fäuste keinen Schaden anrichten konnten. Währenddessen rief er Foreman oft Provokationen entgegen, wie „Ist das alles, was du zu bieten hast?“ oder „Meine Großmutter schlägt härter!“ Der dadurch immer blindwütiger werdende Foreman schlug sich in der tropischen Hitze müde. Mit fortlaufender Rundenzahl kam Ali zum Ende jeder Runde aus seiner Deckung und deckte Foreman mit schnellen Kopftreffern ein. In einem günstigen Moment in der 8. Runde schlug Ali den erschöpften Foreman mit neun aufeinanderfolgenden Kopftreffern zu Boden und gewann den Kampf schließlich durch K. o.

- Joe Frazier wollte wieder Weltmeister werden und trat erneut gegen „den Größten“, Muhammad Ali, an. Don King organisierte wieder den Fight. Diesmal sollte er in Manila auf den Philippinen stattfinden. Deshalb auch sein berühmter Name „Thrilla in Manila“. Es war der letzte von drei Kämpfen, die Ali und Frazier gegeneinander bestritten. Frazier wollte Ali unbedingt besiegen, da er ihn nicht leiden konnte – wurde er doch immer von ihm provoziert und beleidigt. Am 30. September 1975 trafen die beiden aufeinander. Es war ein sehr hart geführter Kampf. Beide gingen ein hohes Tempo. Ali dominierte zu Beginn den Kampf, schien einem leichten Sieg entgegenzusteuern. Doch der als Spätstarter bekannte Frazier kam immer stärker auf, bearbeitete seinen Kontrahenten mit zahlreichen effektiven Körpertreffern und konnte immer häufiger seinen gefürchteten linken Haken ins Ziel bringen. In der Mitte des Kampfes schien es, als werde er Ali überrollen. Dieser fing sich jedoch, holte alles aus sich heraus und steigerte sich zu seiner höchsten Leistungskraft. So konnte er den Kampf, der in einer 40 °C heißen Halle ausgetragen wurde, drehen und am Ende wieder dominieren. Der zunehmend erschöpftere Frazier hatte völlig verschwollene Augen und war quasi blind, musste dadurch schlimmste Kopftreffer einstecken, doch „Smokin’ Joe“ gab nicht auf. Nach der 14. Runde brach Fraziers Betreuer Eddie Futch den Kampf ab, da er die Gesundheit seines Schützlings für gefährdet hielt. Der siegreiche Ali brach unmittelbar danach im Ring zusammen. Beide Boxer landeten im Krankenhaus.

1980 bis 1999
- Vier Athleten sorgten aufgrund ihrer mit Spannung herbeigesehnten Duelle für eine goldene Ära des Welter- und Mittelgewichtsboxens: Roberto Durán aus Panama, Wilfred Benitez aus Puerto Rico, Sugar Ray Leonard und Marvelous Marvin Hagler aus den Vereinigten Staaten. Im Juni 1980 traf Roberto Duran auf Leonard. Eine direkte Konfrontation mit Duran, der Manos de Pierna (Fäuste aus Stein) genannt wurde, galt als zu risikoreich. Die Zuseher erwarteten daher eine vorsichtige Herangehensweise von Leonard, bei der er den Kampf aus der Distanz gestalten würde. Zu ihrer Überraschung passierte das Gegenteil: Immer wieder begab sich der US-Amerikaner ohne Zwang in den Infight. Am Ende holte sich Duran den Titel und Leonard viel Anerkennung für seinen Mut.
- 1983 verlangte Roberto Duran als erster Herausforderer Marvin Hagler die ganze Kampfdistanz ab. Hagler war ein waschechter Mittelgewichtler und beherrschte diese Klasse, Duran auf der anderen Seite hatte seine Karriere im Leichtgewicht begonnen. Kaum ein Beobachter des Sports hatte ihm zugetraut, gegen Hagler die vollen 15 Runden zu bestehen.

- Ein ehrgeiziger junger Boxer mit einem besonderen Kampfstil boxte sich Mitte der 1980er Jahre in den Ranglisten hoch und bekam die Chance, Weltmeister zu werden: Mike Tyson. Er hatte den Beinamen „Kid Dynamite“, da er erst 20 Jahre alt war und einen Kampfrekord von 27 Siegen und 0 Niederlagen zu verbuchen hatte. Fast alle Kämpfe wurden in den ersten Runden durch K. o. oder TKO entschieden. So auch sein erster Weltmeisterschaftskampf gegen Trevor Berbick am 22. November 1986. Bereits in der 2. Runde wirkte Berbick erschöpft und nach einem weiteren Niederschlag war der Kampf beendet. Dieser K. o. wurde weltberühmt, da Berbick immer wieder aufzustehen versuchte, aber andauernd hinfiel – ein Treffer auf das Ohr hatte den Gleichgewichtssinn gestört. Mike Tyson wurde damit bis dahin jüngster Weltmeister, und wenig später vereinte er die Weltmeistertitel der Verbände WBA, WBC und IBF.

- Drei Jahre lang verteidigte der unumstrittene Weltmeister aller Klassen Mike Tyson seine Titel und niemand konnte ihn stoppen. Irgendwann glaubte auch er, er sei unbesiegbar. Dies und die Tatsache, dass Tyson enorme private Probleme hatte, führten schließlich zu seiner sensationellen Niederlage gegen James „Buster“ Douglas. Am 11. Februar 1990 kam es zum Alptraum für Tyson. Er war boxerisch klar unterlegen, konnte Douglas jedoch am Ende der 8. Runde zu Boden schlagen, doch der Gong rettete diesen. In der 10. Runde verpasste Douglas „Iron Mike“ einen Aufwärtshaken und setzte sofort mit Kombinationen nach. Tyson ging zu Boden und versuchte nun seinen herausgefallenen Mundschutz wieder aufzuheben und in den Mund zu stecken. Diese Bilder des einstmals unbesiegbaren Tyson gingen um die Welt und waren eine Sensation für die Boxwelt. James „Buster“ Douglas verlor allerdings bereits seine erste Titelverteidigung gegen Evander Holyfield.
- Im März 1990 stiegen zwei herausragende amerikanische Kämpfer in den Ring: Julio Cesar Chávez und Meldrick Taylor. Der Mexikaner hatte bereits 68 Profikämpfe für sich entschieden und Taylor war trotz seiner Jugend bereits Olympiasieger, IBF-Weltmeister und entschlossen, es bis nach ganz oben zu schaffen. Die Zuseher bekamen ein Spektakel zu sehen, in dem er mit seiner Schlaggeschwindigkeit beeindruckte. Chávez glich sie mit härteren Treffern und einer guten Defensive aus. Das Duell war ein Hin und Her in dem beide kein Risiko scheuten, sich jedoch einander respektierten. Es wurde durch ein k.o. in den letzten zehn Sekunden entschieden.

- Am 9. November 1996 freute sich die Boxwelt auf den langersehnten Kampf „Tyson vs. Holyfield“. Tyson, der wieder Weltmeister wurde, verteidigte hier seinen Titel. Doch der Zahn der Zeit nagte auch an Tysons boxerischem Talent. Holyfield gewann den Kampf durch TKO in der 11. Runde. Zum Skandal wurde der Revanchekampf. Am 28. Juni 1997 boxten die beiden wieder um den Weltmeisterschaftstitel. In der dritten Runde biss Tyson ein Stück vom rechten Ohr seines Kontrahenten Holyfield ab. So etwas hatte es nie zuvor gegeben. Tyson wurden darauf vom Ringrichter zwei Punkte abgezogen. Als Tyson in der gleichen Runde ein zweites Mal in Holyfields Ohr biss, wurde er nach dieser Runde wegen dieser groben Unsportlichkeit disqualifiziert und für ein Jahr gesperrt. Die Schmerzensgeldsumme betrug drei Millionen US-Dollar. Als Grund für die Beißattacke gab Tyson an, er habe mehrere Kopfstöße von Holyfield erhalten.

2000 bis 2019
- Naseem Hamed, genannt „der Prinz“, hatte vor dem Duell mit Marco Antonio Barrera seinen Weltmeistertitel bereits über zehn Mal verteidigt. Einer breiten Öffentlichkeit war der schlagstarke Brite wegen seines unorthodoxen Stils bekannt: Den Großteil der Zeit ließ er die Fäuste lässig hängen und nutzte seine guten Reflexe zur Verteidigung. Barrera war dem Publikum wegen seines harten Kampfes gegen Eric Morales ein Begriff. Alle erwarteten, dass sich der Amerikaner auch gegen den Prinzen für den harten, kompromisslosen Stil entscheiden und keinen Zentimeter zurückweichen würde. Stattdessen überraschte er im April 2001 mit einer überlegten, taktischen Herangehensweise und zeigte eine boxtechnische Lehrstunde. Die hohe Qualität beider Athleten wurde von einigen Unsportlichkeiten getrübt: Hamed umfasste Barreras Hals und riss ihn zu Boden, dieser revanchierte sich in der letzten Runde, wo er wie ein Polizist den Arm seines Gegners hinter dessen Rücken fixierte.
- Als Ricky Hatton 2009 gegen Manny Pacquiao in den Ring stieg, hatte er sich bereits einen Namen gemacht und wurde zu den besten englischen Boxern überhaupt gezählt. Der Philippino war ebenfalls hinsichtlich Schnelligkeit, Schlagfrequenz und Agilität in der Form seines Lebens. Gegen den zu diesem Zeitpunkt besten Boxer der Welt (Pound for pound) wählte Hatton eine offensive Strategie, die sich als desaströs erwies. In der ersten Runde ging er zwei Mal zu Boden. In der Zweiten erlitt er ein fürchterliches k.o.

- Als sein designierter Herausforderer Jarrell Miller wegen eines positiven Drogentests nicht mehr infrage kam, musste sich der britische Schwergewichtsweltmeister Anthony Joshua, der zuvor Wladimir Klitschko besiegt hatte, nach Ersatz umsehen. Den Zuschlag erhielt schließlich der etwas korpulente mexikanisch-amerikanische Boxer Andrés „Andy“ Ruiz Jr., gegen den Joshua am 1. Juni 2019 antrat. Nachdem der als „Notlösung“ angesehene 15-1-Außenseiter Ruiz in 3. Runde zu Boden musste, schickte er den amtierenden Schwergewichtsweltmeister Joshua in Runde 4 gleich zweimal auf die Bretter, wobei vor allem der zweite Niederschlag bei Joshua Eindruck hinterließ. Nachdem dieser in der 7. Runde erneut zwei Mal von Ruiz zu Boden geschickt wurde, brach der Ringrichter den Kampf nach dem insgesamt vierten Niederschlag ab, da Joshua auf seine Fragen nicht ausreichend Antwort gab und nicht voll bei Bewusstsein wirkte. Dieser TKO-Sieg des krassen Außenseiters Andy Ruiz Jr. wurde sofort zu einer der größten Sensationen der jüngeren Sportgeschichte erklärt und wird seitdem oftmals mit dem Sieg von James „Buster“ Douglas gegen Mike Tyson verglichen.

Kürzliche Kämpfe
- Im Mai 2024 vereinigte Ussyk alle fünf Weltmeistergürtel, als er Tyson Fury besiegte. Bei diesem Kampf war er der deutlich leichtere Mann mit einer bedeutend geringeren (18 Zentimeter) Reichweite.